# Pferdeeisenbahn Budweis–Linz–Gmunden
Die zwischen 1827 und 1836 abschnittsweise eröffnete Pferdeeisenbahn Budweis–Linz–Gmunden (tschechisch Koněspřežná dráha České Budějovice–Linec–Gmunden) war die zweite öffentliche Eisenbahnlinie auf dem europäischen Festland (nach der Bahnstrecke Saint-Étienne–Andrézieux) und diente hauptsächlich dem Transport von Salz aus dem oberösterreichischen Salzkammergut nach Böhmen. Sie wurde in den Jahren 1855 und 1856 zwischen Linz und Gmunden auf Dampfbetrieb umgestellt. Auf der gebirgigen Strecke zwischen Linz und Budweis (České Budějovice) war diese Umstellung aufgrund zu enger Krümmungsradien und zu großer Steigungen nicht möglich. Bis 1873 wurden daher als Ersatz die Bahnstrecken Linz–Gaisbach-Wartberg und St. Valentin–České Budějovice mit zumeist anderer Trassenführung zwischen Linz und Budweis errichtet, die den Dampfbetrieb zuließ. Der Pferdebahnbetrieb wurde im Dezember 1872 eingestellt.

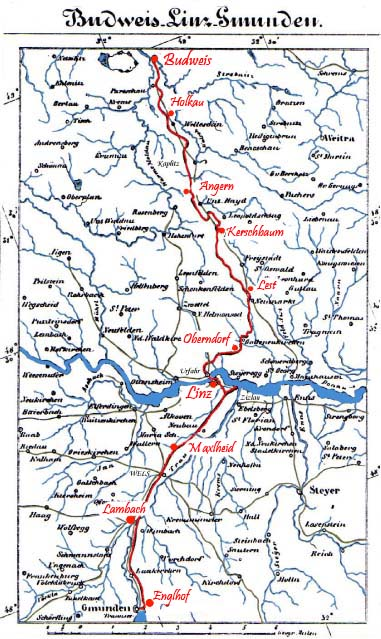
Trassenführung der Pferdeeisenbahn Budweis–Linz–Gmunden mit den Stationsplätzen

## Vorgeschichte

### Erste Pläne

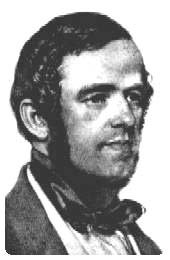
Mathias Schönerer (1807–1881) war als 2. Bauleiter für die Errichtung der Südrampe und die Strecke nach Gmunden zuständig

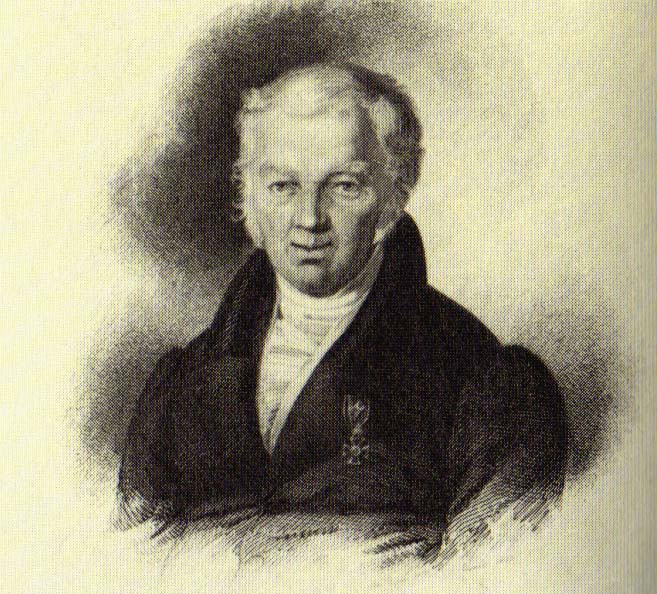
Franz Josef Ritter von Gerstner (1756–1832) plante den Bau. Stich von J. Passini (1833)

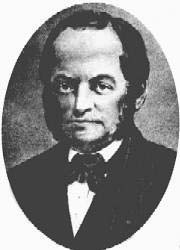
Franz Anton Ritter von Gerstner (1796–1840) errichtete als erster Bauleiter die Nordrampe

Der Salzhandel zwischen dem Salzkammergut bzw. Salzburg und den Bewohnern des böhmischen Beckens lässt sich bis in die Bronzezeit zurückverfolgen. Das wichtige Mineral, das man zunächst auf dem Rücken trug, schleppten später Pferde auf schmalen Saumpfaden wie dem Goldenen Steig oder Linzer Steig an die Moldau. Im Mittelalter, als der Salzbedarf stieg, legte man Straßen an. 1530 sperrte das Haus Habsburg die bislang dominanten Salzimporte aus dem fürsterzbischöflichen Salzburg in die österreichischen Erblande, weil man die Produktion in den kaiserlichen Salinen des Salzkammergutes fördern wollte. Da man zudem den Salzhandel verstaatlichte, stammte das im 17. und 18. Jahrhundert in Budweis vermarktete „weiße Gold“ ebenfalls vorwiegend aus den Sudhütten in Hallstatt, Bad Ischl und Ebensee. Von dort wurde es auf dem Wasserweg über die Traun und die Donau bis Linz bzw. Mauthausen transportiert, wo es auf die Pferdefuhrwerke der – meist böhmischen – Salzbauern verladen und über Freistadt zum Stapelplatz Budweis (České Budějovice) gebracht wurde. Bei einem jährlichen Transportvolumen von 17.000 Tonnen standen Ende des 18. Jahrhunderts täglich an die 350 Fahrzeuge im Einsatz. Von Budweis aus gelangte der Großteil des Salzes auf dem kostengünstigen Wasserweg über die Moldau nach Prag und über die Elbe teilweise darüber hinaus.
Da der Fuhrwerkstransport das Produkt ungemein verteuerte, gab es bereits im Mittelalter Pläne, Donau und Moldau mit einem schiffbaren Kanal zu verbinden. In den 1370er Jahren machte das mächtige Handelshaus Rosenberg Kaiser Karl IV. (1346–1378) das Angebot, dem Hof das Geld für einen Schifffahrtskanal vorzustrecken. Im Auftrag des Kaisers wurde 1375 tatsächlich mit Vorarbeiten begonnen, der frühe Tod des Herrschers brachte das Projekt jedoch zum Erliegen. Später war es Rudolf II. (1576–1612), der den durch seine Regulierung der Traun bekannt gewordenen Waldmeister Thomas Seeauer bezüglich eines Kanalprojektes nach Böhmen holte. Auch unter Maria Theresia gab es solche Pläne, wie jene des Navigationsbaudirektors Joseph Walcher (1719–1803), der den Kanal von der Moldau bei Hohenfurt (Vyšší Brod) über Bad Leonfelden und den Haselgraben nach Linz führen wollte. Letztlich scheiterte auch er an den Zeitumständen.
Realisiert wurde schließlich ein rein privates Kanalprojekt. Nach den Plänen des Fürstlich Schwarzenbergischen Ingenieurs Joseph Rosenauer (1735–1804) ließ Fürst Schwarzenberg den Schwarzenbergschen Schwemmkanal für Scheitholz errichten, der im Dreiländereck zwischen Deutschland, Böhmen und Österreich beginnend oberhalb von Haslach an der Mühl in die Große Mühl mündete, über die das Holz an die Donau und über sie nach Wien gelangte. Dieser Kanal hatte eine Länge von 52 km, wurde von 27 Bächen gespeist und von rund 100 Brücken überquert. Ein ursprünglich 419 m langer Tunnel wurde erst nach Rosenauers Tod von 1821 bis 1823 errichtet. Die Scheitholzschwemme zur Donau war bis 1891 in Betrieb. Da dieser Schwemmkanal für Schifffahrtszwecke aber ungeeignet war, blieb das Problem des Gütertransportes nach Böhmen weiterhin ungelöst.

### Der Lösungsansatz
Die Gründe des Scheiterns der historischen Kanalprojekte lagen nicht zuletzt daran, die Kosten eines solchen Projektes mit Gebirgscharakter nicht ausreichend genau berechnen zu können. Zur Behebung dieses Mangels wurde 1807 die Böhmische Hydrotechnische Gesellschaft gegründet, die dem Prager Professor der höheren Mathematik Franz Josef Ritter von Gerstner den Auftrag erteilte, genaue Niveauberechnungen anzustellen und eine Verkehrsweglösung mit Kostenvoranschlägen vorzulegen. Gerstner kam nach mehreren Monaten zum Schluss, dass ein Kanalbetrieb selbst auf der günstigsten, von Josef Walcher vorgeschlagenen Strecke unwirtschaftlich wäre. Er schlug stattdessen vor, die Moldau von Budweis bis Joachimsmühle schiffbar zu machen und von dort eine Eisenbahnlinie nach Katzbach (bei Linz) zu führen. Detaillierte Kostenberechnungen führten dann zu einem reinen Eisenbahnprojekt mit verkürzter Linienführung. Die Strecke sollte nun von Budweis über Freistadt nach Mauthausen verlaufen. Gerstners Pläne wurden 1808 genehmigt. Knapp vor Beginn der Trassierungsarbeiten kam es zu einem weiteren Feldzug gegen Napoleon, der das Ende des Projektes bedeutete.
Es verging mehr als ein Jahrzehnt, bis die Wiener Kommerz-Hofkommission (sprich Wirtschaftsministerium) dieses Verkehrsprojekt wieder aufgriff. Der Grund lag in der Petition von zehn Elbstaaten, die vom Kaiser den Bau eines Moldau-Donau-Kanals erbaten, nachdem sie sich über die freie Schifffahrt auf der Elbe geeinigt hatten. Den Auftrag zur Umsetzung dieses Projektes erhielt 1820 Franz Anton Ritter von Gerstner, der Sohn Franz Josef von Gerstners. Gerstner legte zunächst seine Professur für Vermessungswesen am Wiener Polytechnikum zurück. Nachdem er sich mit den Verhältnissen vor Ort vertraut gemacht hatte, unternahm er eine Studienreise nach Großbritannien, um sich in der damals führenden Industrienation über den neuesten Stand des Kanal- und Eisenbahnwesens zu informieren. In seinem Bericht an den Hof verwarf er wie sein Vater alle Kanalprojekte und schlug ebenfalls einen Bahnbau vor. 1824 suchte er um die Konzession für das Errichten und Betreiben einer Holz- und Eisenbahn von Budweis nach Mauthausen an, die ihm für die Dauer von 50 Jahren erteilt wurde. Um das Interesse an der Mitfinanzierung dieses innovativen Projektes zu wecken, gab er eine Broschüre heraus, überdies ließ er im Wiener Vergnügungspark Prater eine 225 m lange Probebahn errichten, die vom Publikum und der Presse mit viel Interesse aufgenommen wurde. Es gelang dann auch, die Bankhäuser Geymüller, Sina und Stametz für das Vorhaben zu gewinnen, was 1825 zur Gründung der k.k. privilegierten Ersten Eisenbahn-Gesellschaft als Aktiengesellschaft führte. Die Gesellschaft konnte die Summe von 850.000 Gulden aufbringen, womit man nur knapp unter den veranschlagten Baukosten von 900.000 Gulden lag. Der Gegenwert eines Guldens aus dieser Zeit beträgt rund 15 EUR. Die Gesellschaft erwarb am 12. März 1825 die Konzession Gerstners, galt ihm die Vorarbeiten ab, bewilligte ihm eine angemessene Entlohnung und sicherte ein großzügiges Erfolgshonorar zu, falls es ihm gelingen sollte, die Bahn innerhalb von drei Jahren zum veranschlagten Preis zu bauen. Sein Vater wurde Konsulent.

## Die einzelnen Strecken

### Budweis – Linz
| Spurweite 1106 mm (3′ 6′′ also 3 österr. Fuß 6 Zoll) |                    |                                              |                                              |
| Nordrampe: | Budweis–Kerschbaum |                                              |                                              |
| Südrampe: | Kerschbaum–Linz    |                                              |                                              |
| \| \| 0,0 \| Stationsplatz Budweis \| Stationsplatz Budweis \| \| \| 20 \| Stationsplatz Holkau (Holkov) \| Stationsplatz Holkau (Holkov) \| \| \| 40 \| Stationsplatz Angern (Bujanov) \| Stationsplatz Angern (Bujanov) \| \| \| 54 \| Ausweiche 8, Mittelstation Trojern (Trojany) \| Ausweiche 8, Mittelstation Trojern (Trojany) \| \| \| 60,6 \| Ausweiche 9 (Leopoldschlag) \| Ausweiche 9 (Leopoldschlag) \| \| \| 64,6 \| Stationsplatz Kerschbaum \| Stationsplatz Kerschbaum \| \| \| 69,8 \| Ausweiche 10 \| Ausweiche 10 \| \| \| 75,6 \| Ausweiche 11, Mittelstation Oberschwand \| Ausweiche 11, Mittelstation Oberschwand \| \| \| 83,2 \| Ausweiche 12 \| Ausweiche 12 \| \| \| 87,1 \| Stationsplatz Lest (bei Neumarkt) \| Stationsplatz Lest (bei Neumarkt) \| \| \| 98,8 \| Ausweiche 13, Mittelstation Bürstenbach \| Ausweiche 13, Mittelstation Bürstenbach \| \| \| 102,7 \| Ausweiche 14 (Hattmannsdorf) \| Ausweiche 14 (Hattmannsdorf) \| \| \| 108,5 \| Stationsplatz Oberndorf \| Stationsplatz Oberndorf \| \| \| 113,0 \| Ausweiche 15 \| Ausweiche 15 \| \| \| 117,2 \| Ausweiche 16, Mittelstation Treffling \| Ausweiche 16, Mittelstation Treffling \| \| \| 123,0 \| Ausweiche 17 \| Ausweiche 17 \| \| \| 127,8 \| Stationsplatz Urfahr \| Stationsplatz Urfahr \| \| \| 128,8 \| Stationsplatz Linz Hauptmautamt \| Stationsplatz Linz Hauptmautamt \| \| \| \| Strecke nach Gmunden (s. u.) \| \| |                    |                                              |                                              |
| Haltepunkt / Haltestelle Streckenanfang | 0,0                | Stationsplatz Budweis                        | Stationsplatz Budweis                        |
| Bahnhof | 20                 | Stationsplatz Holkau (Holkov)                | Stationsplatz Holkau (Holkov)                |
| Bahnhof | 40                 | Stationsplatz Angern (Bujanov)               | Stationsplatz Angern (Bujanov)               |
| Dienststation / Betriebs- oder Güterbahnhof | 54                 | Ausweiche 8, Mittelstation Trojern (Trojany) | Ausweiche 8, Mittelstation Trojern (Trojany) |
| | 60,6               | Ausweiche 9 (Leopoldschlag)                  | Ausweiche 9 (Leopoldschlag)                  |
| Bahnhof | 64,6               | Stationsplatz Kerschbaum                     | Stationsplatz Kerschbaum                     |
| | 69,8               | Ausweiche 10                                 | Ausweiche 10                                 |
| Dienststation / Betriebs- oder Güterbahnhof | 75,6               | Ausweiche 11, Mittelstation Oberschwand      | Ausweiche 11, Mittelstation Oberschwand      |
| | 83,2               | Ausweiche 12                                 | Ausweiche 12                                 |
| Bahnhof | 87,1               | Stationsplatz Lest (bei Neumarkt)            | Stationsplatz Lest (bei Neumarkt)            |
| Dienststation / Betriebs- oder Güterbahnhof | 98,8               | Ausweiche 13, Mittelstation Bürstenbach      | Ausweiche 13, Mittelstation Bürstenbach      |
| | 102,7              | Ausweiche 14 (Hattmannsdorf)                 | Ausweiche 14 (Hattmannsdorf)                 |
| Bahnhof | 108,5              | Stationsplatz Oberndorf                      | Stationsplatz Oberndorf                      |
| | 113,0              | Ausweiche 15                                 | Ausweiche 15                                 |
| Dienststation / Betriebs- oder Güterbahnhof | 117,2              | Ausweiche 16, Mittelstation Treffling        | Ausweiche 16, Mittelstation Treffling        |
| | 123,0              | Ausweiche 17                                 | Ausweiche 17                                 |
| Bahnhof | 127,8              | Stationsplatz Urfahr                         | Stationsplatz Urfahr                         |
| Bahnhof | 128,8              | Stationsplatz Linz Hauptmautamt              | Stationsplatz Linz Hauptmautamt              |
| |                    | Strecke nach Gmunden (s. u.)                 |                                              |

Der erste Spatenstich bei Netrowitz (südlich von Budweis) erfolgte am 25. Juli 1825, also im selben Monat wie für die erste Pferdeeisenbahn Frankreichs. Auf Gerstner und die bis zu 6.000 Arbeiter kamen zahlreiche Probleme zu. Neben der Bewältigung technischer Schwierigkeiten und der Überwindung eines Höhenunterschiedes von 540 Metern galt es mit dem Widerstand der örtlichen Bevölkerung zu leben, die zumeist direkt oder indirekt am Salztransport mittels Pferdefuhrwerk beteiligt war und um ihre Erwerbsquelle bangte. Darüber hinaus kam es auch bald zu Spannungen zwischen der Projektleitung und den Bauherren.

#### Der Bau der Nordrampe
Als man nach 16 Wochen die ersten 11,5 km in einer – für Pferdebahnen – sehr aufwändigen Bauweise fertiggestellt hatte, lief der Probebetrieb zwar einwandfrei, die staatliche Kontrollkommission stellte jedoch fest, dass im Sinne „einer wahrhaft ewigen Dauer“ des Verkehrsbauwerkes bei Aufdämmungen nicht nur die Gleisstränge, sondern das komplette Gleisbett zu untermauern wäre. Dieser beträchtliche zusätzliche Kostenfaktor zwang in Zusammenhang mit stark gestiegenen Lohn- und Materialkosten bereits im Spätsommer 1825 zu einer Revision der Bausumme von 910.000 Gulden auf 1,2 bis 1,5 Millionen Gulden.
Die daraus resultierende erste Vertrauenskrise konnte Gerstner mit der Verpflichtung bereinigen, im Falle der Überschreitung der Grenze von 1.200.000 Gulden sein eigenes Aktienpaket im Wert von 100.000 Gulden in das Gesellschaftsvermögen einzubringen. Im Winter 1826/1827 unternahm Gerstner eine weitere Studienreise nach Großbritannien. Dort war bereits seit 27. September die dampfbetriebene Strecke zwischen Darlington und Stockton-on-Tees in Betrieb, wo Lokomotiven des „Lokomotivpapstes“ George Stephenson bis zu 90 Tonnen schwere Kohlezüge zogen. Diese Leistung wurde allerdings nur in der Ebene erbracht, die einzige größere Steigung wurde mit einem dampfbetriebenen stationären Seilzug überwunden. Als Ergebnis der Studienreise schlug Gerstner noch keinen Dampfbetrieb, jedoch den Wechsel des Zielbahnhofes von Mauthausen auf Linz vor, da Linz der bedeutendere Handelsplatz wäre. Überdies gäbe es dort auch eine Donaubrücke, über die man die Gleise legen und eine Trasse zum Salzhafen Zizlau an der Traunmündung führen könnte. Dieser Vorschlag wurde angenommen.

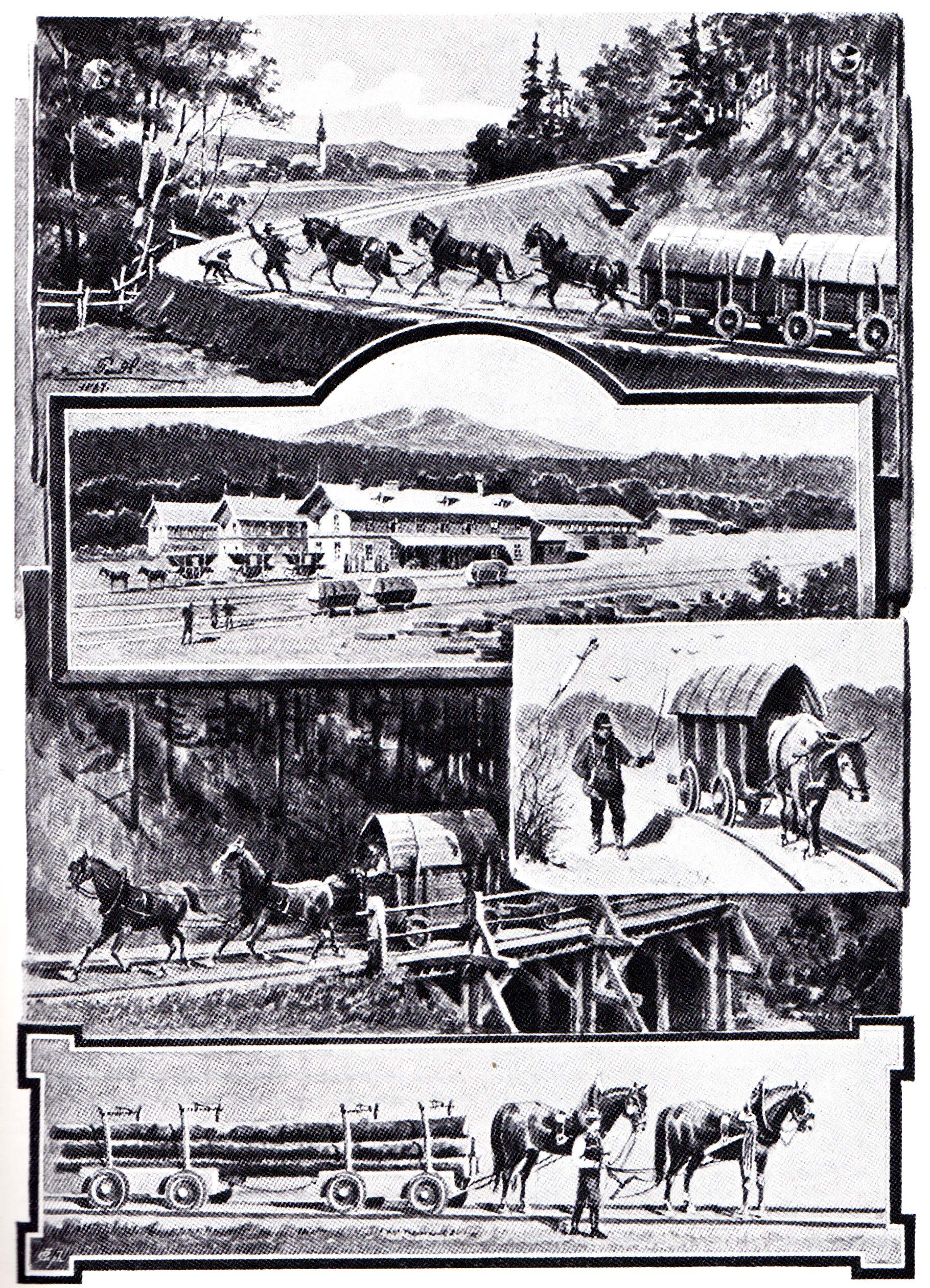
„Bilder von der ersten österreichischen Eisenbahn, nach Aquarell-Skizzen des Ober-Officials Fr. Hölzlhuber“

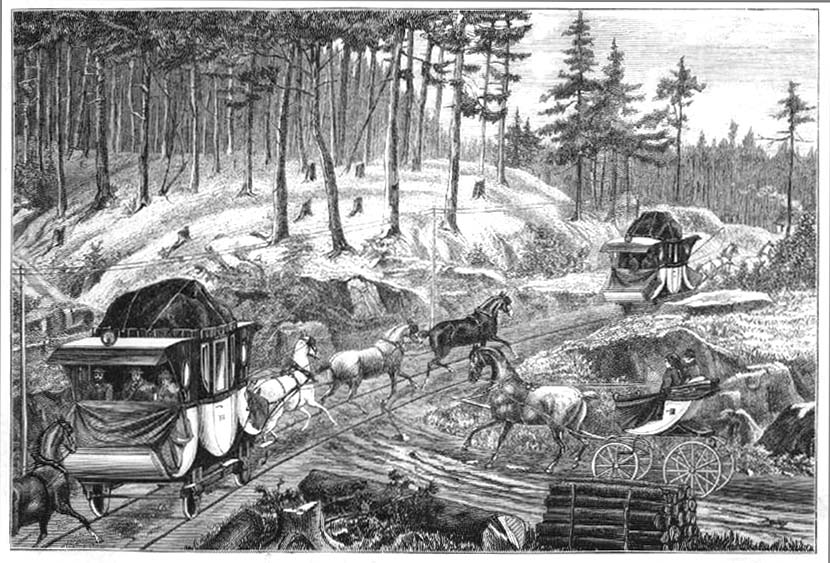
Personenverkehr I. Klasse auf der Strecke Linz–Budweis, Zeichnung von A. Krúzner

Personenverkehr III. Klasse und Güterverkehr in einer zeitgenössischen Grafik

Gleich nach der Schneeschmelze 1827 ließ Gerstner die Bauarbeiten aufnehmen und erhöhte angesichts der schwindenden Zeit und der schwindenden Geldmittel den Leistungsdruck, was nun auch innerhalb des Bauunternehmens zu Spannungen führte. Am 7. September 1827 wurde die 50 km lange Teilstrecke von Budweis nach Zartlesdorf (Rybník einem Ort der Gemeinde Dolní Dvořiště) eröffnet, der Betrieb wurde jedoch Ende November mangels Frachtaufkommens wieder eingestellt. Die Salzbauern schlugen das Angebot, den Bahnbetrieb gegen Pacht zu übernehmen, aus und weigerten sich auch, Güter nach Zartlesdorf anzuliefern. Ende November 1827 kam der Weiterbau wegen Geldmangels zum Stillstand. Die Gesellschafter verweigerten weitere Zahlungen, da ein ohne Mitwirkung Gerstners erstelltes Gutachten ergeben hatte, dass die Kosten der Nordrampe um 100.000 Gulden und die Kosten des Gesamtprojektes um 300.000 Gulden höher liegen würden als Gerstners prognostiziertes Kostenlimit.
Gerstner gab aber noch nicht auf und brachte nun sein Aktienpaket ein. Um die Abhängigkeit von den Salzbauern zu minimieren, schlug er nun die Einführung des Dampfbetriebs vor und brachte seine positiven Eindrücke von der Stockton and Darlington Railway ein. Die Aktionäre wollten sich aber auf diese riskante zusätzliche Investition nicht einlassen und lehnten ab. Der Vorschlag Gerstners, die Erste Eisenbahn-Gesellschaft möge sich um das Salztransportmonopol zwischen Gmunden und Böhmen bewerben, wurde hingegen angenommen und führte zum Erfolg. Damit wurden die Salzbauern in die Rolle von Bittstellern gedrängt und die Bonität der Gesellschaft so gehoben, dass die Möglichkeit bestand, eine weitere Anleihe aufzulegen.
Obwohl Gerstner der Gesellschaft überdies noch zu einer beträchtlichen Grundsteuerermäßigung verhalf, zeigte sich, dass das Vertrauensverhältnis zwischen ihm und den Gesellschaftern irreparabel geschädigt war. Dazu trugen auch Gerstners Auseinandersetzungen mit seinen Ingenieuren, insbesondere dem jungen Sektorenbauführer Matthias Schönerer bei. Im Sommer 1828 nutzte die Gesellschaft einen Kuraufenthalt Gerstners in Bad Ischl, um ihn als Bauleiter zu entmachten. Ein Teil der Gesellschafter plädierte nun für den Verkauf der fertigen Nordrampe und die Auflösung der Gesellschaft, vorher sollte allerdings noch das vorhandene Material verbaut werden. Bei einer zu Beginn des Jahres 1829 ohne Gerstner abgehaltenen Generalversammlung wurde dann doch der Beschluss gefasst, die Strecke fertig zu bauen, allerdings auf die kostengünstigste Weise und damit unter Verzicht auf die Möglichkeit, die Strecke später auf Dampfbetrieb umzurüsten.
Am 27. Februar 1829 löste man den Vertrag mit Gerstner. Dieser ging nicht an die Universität zurück, sondern beteiligte sich an Eisenbahnprojekten in England und Russland, wo er 1838 die erste russische Eisenbahnstrecke (27 km) von Sankt Petersburg nach Zarskoje Selo, der Sommerresidenz des Zaren, errichtete. Er schied auch dort im Streit, ging nach Amerika und starb am 12. April 1840 im Alter von 44 Jahren in Philadelphia mitten während der Arbeit an einem Eisenbahn-Großprojekt.

#### Der Bau der Südrampe

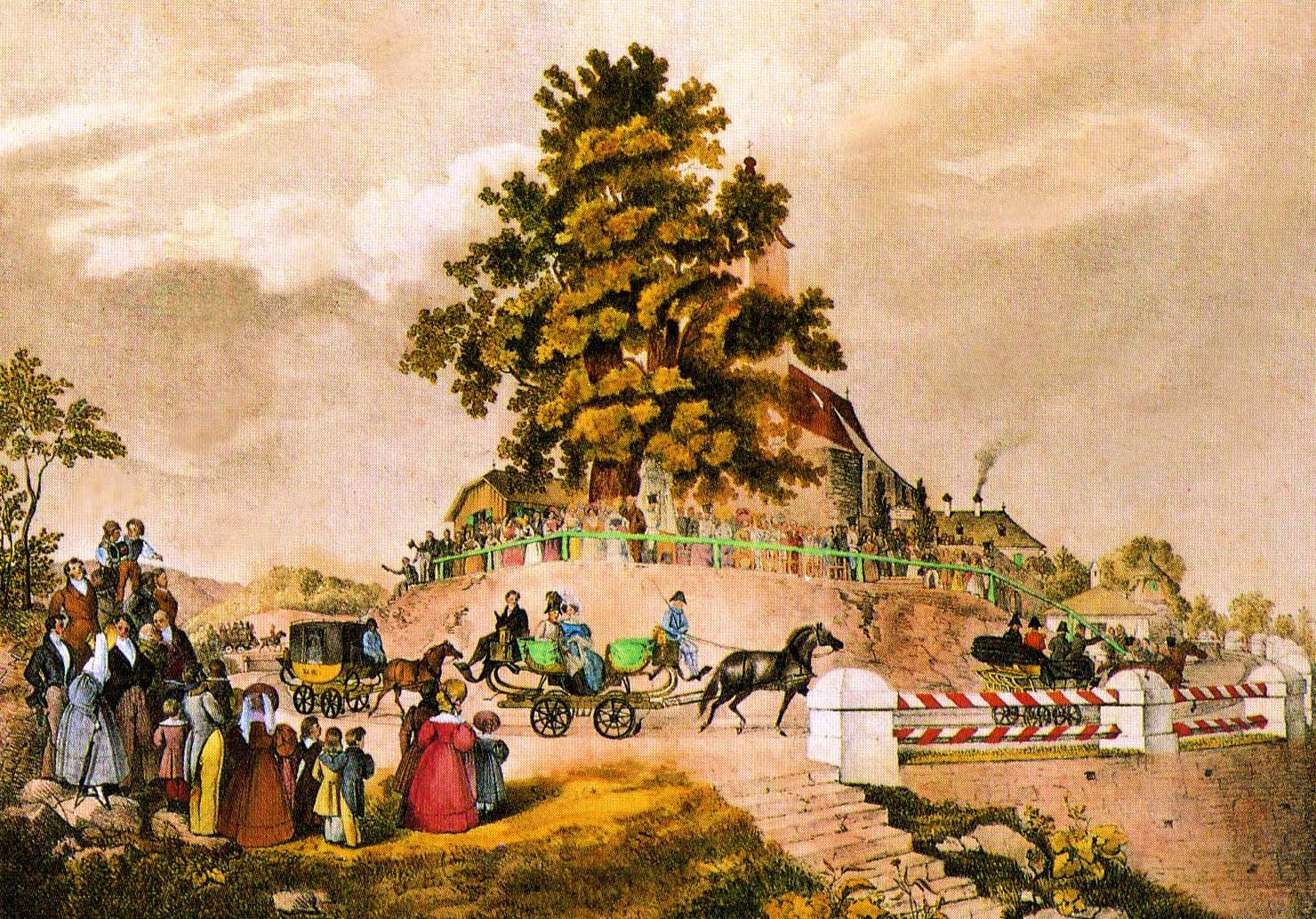
Kaiser Franz I. mit seiner Gemahlin Karolina Augusta bei der Eröffnung der Pferdebahn Linz–Budweis bei St. Magdalena in Linz (1832). Vom Rücksitz aus erläutert der Bauleiter Matthias Schönerer das Projekt. – Gemälde von A. Bayer

Als Gerstner ausschied, war die Bahn bis Kerschbaum fertiggestellt, das Material für den Weiterbau bis Lest (bei Neumarkt) befand sich vor Ort, es war also bereits mehr als die Hälfte des Projekts realisiert. Die Bauleitung wurde probeweise dem erst 21 Jahre alten Ingenieur Mathias Schönerer übertragen, der den Bau bereits seit Sommer 1828 provisorisch geleitet hatte. Er hatte am 10. Oktober 1828 den Verkehr auf dem Abschnitt Budweis–Trojern–Untersteindörfl wieder aufgenommen und im Dezember den Betrieb bis Pramhöf (nördlich Kerschbaum) ausgedehnt. Im Februar 1829 war mit den Arbeiten im Abschnitt Pramhöf–Lest begonnen worden. Mit Wirksamkeit des Salzfrachtmonopols am 2. April 1829 war die Bahn auch erstmals voll ausgelastet. Diese Auslastung ging jedoch rasch wieder zurück, als der Kaiser am 1. November 1829 den Salzhandel in Böhmen freigeben musste und damit auch das Transportmonopol fiel. Der Staat glich den Schaden für die Bahngesellschaft zum Teil damit aus, dass er seine Salzvorräte in Linz, Mauthausen und Budweis an die Gesellschaft verkaufte, die nun mit Salz zu handeln begann. Die Tatsache, dass dieses Handelsprivileg auch auf den Rechtsnachfolger des Unternehmens, die Kaiserin Elisabeth-Bahn (Westbahn) und in weiterer Folge der Staatsbahnen überging, führte zum Kuriosum, dass in Eisenbahnstationen des späteren cisleithanischen Staatsnetzes noch im 20. Jahrhundert neben Fahrscheinen auch Salz verkauft wurde.
Am 28. April 1829 wurde Mathias Schönerer offiziell als Bauleiter bestellt, da er sich auch als Organisator des Gesamtprojektes bewährt hatte und bezüglich einer vereinfachten Bauausführung voll auf der Linie der Gesellschafter lag. Nach der Aufnahme des Bahnbetriebes Lest–Budweis am 1. Juni 1830 stand nochmals die Frage zur Diskussion, ob man die Trasse nach Linz oder doch über den kürzeren Weg nach Mauthausen führen sollte. Im August 1830 fiel die Entscheidung zugunsten von Linz. Zur Finanzierung dieses Abschnittes wurden weitere Aktien zur Zeichnung aufgelegt, wodurch jene 450.000 Gulden eingebracht werden konnten, die zum Abschluss des Projektes reichen mussten. Um die Kosten zu minimieren, war eine weitgehende Neutrassierung erforderlich. Wo Gerstner Krümmungsradien von 180 m geplant hatte, ging Schönerer generell auf 38 m, stellenweise sogar auf 20 Meter herunter. Wo es möglich war, vermied er Einschnitte und das Aufschütten von Dämmen mit ihrem teuren Mauerkern. Brücken wurden meist in Holzbauweise erstellt. Was die Steigungen betraf, so wies die Nordrampe 8 ‰ (einmal 10 ‰) auf, während man im Süden bis 21,8 ‰ in Kauf nahm. Die Strecke Lest–Urfahr wurde im Frühsommer 1832 fertiggestellt. Nach der feierlichen Eröffnungsfahrt von Kaiser Franz I. und Kaiserin Karolina Augusta am 21. Juli wurde die Gesamtstrecke am 1. August 1832 für den Güterverkehr freigegeben.
Die reinen Baukosten betrugen auf der Südrampe rund die Hälfte jener auf der (etwas längeren) Nordrampe, die
Endabrechnung ergab Gesamtbaukosten in der Höhe von 1.654.322 Gulden.

### Linz – Gmunden
| \| \| \| Strecke von Budweis (s. o.) \| \| \| \| 0,0 \| Stationsplatz Linz Hauptmautamt \| Stationsplatz Linz Hauptmautamt \| \| \| 0,5 \| Aufsitzplatz Basdargarten \| Aufsitzplatz Basdargarten \| \| \| 4,5 \| Stichbahn Hafen Zizlau \| Stichbahn Hafen Zizlau \| \| \| 15,0 \| Umspannstation Neubau \| Umspannstation Neubau \| \| \| 24,3 \| Stationsplatz Maxlhaid \| Stationsplatz Maxlhaid \| \| \| 29,2 \| Umspannstation Wels \| Umspannstation Wels \| \| \| 43,9 \| Stationsplatz Lambach \| Stationsplatz Lambach \| \| \| 65,3 \| Stationsplatz Englhof \| Stationsplatz Englhof \| \| \| 67,9 \| Gmunden Hauptplatz \| Gmunden Hauptplatz \| |      |                                 |                                 |
| |      | Strecke von Budweis (s. o.)     |                                 |
| Bahnhof | 0,0  | Stationsplatz Linz Hauptmautamt | Stationsplatz Linz Hauptmautamt |
| Haltepunkt / Haltestelle | 0,5  | Aufsitzplatz Basdargarten       | Aufsitzplatz Basdargarten       |
| Abzweig geradeaus und nach links | 4,5  | Stichbahn Hafen Zizlau          | Stichbahn Hafen Zizlau          |
| Dienststation / Betriebs- oder Güterbahnhof | 15,0 | Umspannstation Neubau           | Umspannstation Neubau           |
| Bahnhof | 24,3 | Stationsplatz Maxlhaid          | Stationsplatz Maxlhaid          |
| Dienststation / Betriebs- oder Güterbahnhof | 29,2 | Umspannstation Wels             | Umspannstation Wels             |
| Bahnhof | 43,9 | Stationsplatz Lambach           | Stationsplatz Lambach           |
| Bahnhof | 65,3 | Stationsplatz Englhof           | Stationsplatz Englhof           |
| Haltepunkt / Haltestelle Streckenende | 67,9 | Gmunden Hauptplatz              | Gmunden Hauptplatz              |

Auch die Geschichte dieses Verkehrsweges begann mit einem Kanalprojekt. Da die Erhaltung des Traun-Wasserweges zur Salzbeförderung jährlich beträchtliche Mittel verschlang, erwog die Hofkanzlei im Jahr 1814 den Bau eines Schifffahrtskanals von Stadl bei Lambach bis Zizlau an der Traunmündung. Der Plan wurde jedoch der hohen Kosten wegen aufgegeben, die Salinenbehörde schlug stattdessen eine Pferdebahn vor. Im Jahr 1818 legte der k.k. Baudirektor Ferdinand Mayr (1767–1832) der Landesregierung einen entsprechenden Entwurf vor, wobei die Kosten auf 285.000 Gulden geschätzt wurden. Das Geld konnte allerdings nicht aufgebracht werden.

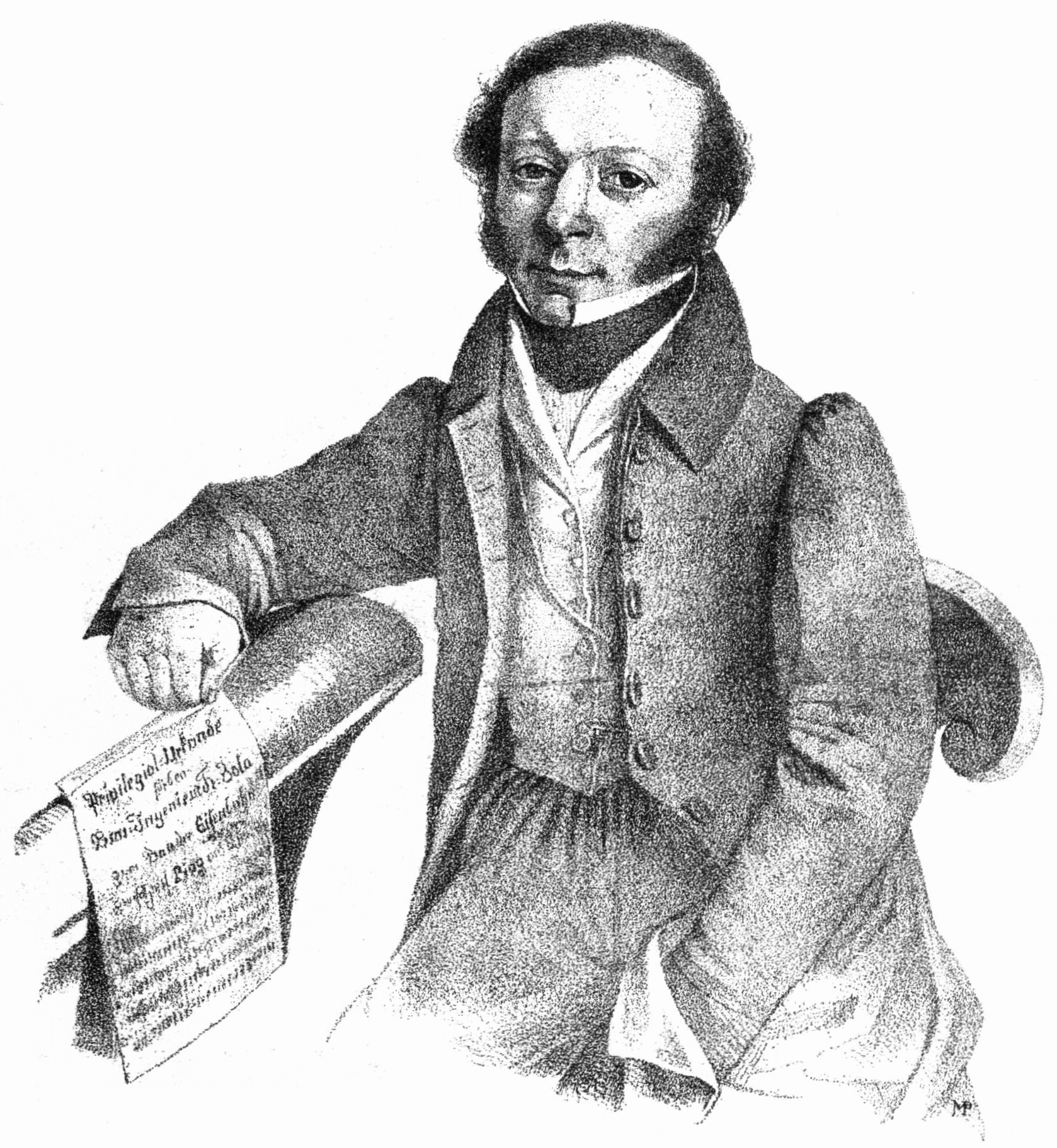
Franz Zola

1829 hatte Franz Zola (1795–1847), ein ehemaliger Ingenieur Franz Anton Gerstners und Vater des Schriftstellers Émile Zola, das Privileg für den Bahnbau Linz–Gmunden erworben. Zola hatte vorher als österreichischer Offizier italienischer Abstammung in der Lombardei gedient und während seiner Garnisonierung in Padua an der lokalen Universität seine Studien fortgesetzt, wobei er sich mit einer Arbeit über Bodennivellierung einen Namen gemacht hatte. 1819 trat er aus dem Heeresdienst aus und nahm einen Posten beim staatlichen Katastraldienst in Triest an. Von dort weg ließ er sich von Gerstner für den Bahnbau anwerben und verließ mit diesem das Unternehmen.
Zola trassierte die Linie Linz–Gmunden auf eigene Kosten, fand aber innerhalb von zwei Jahren keine Geldgeber, wodurch das Privileg erlosch. Der enttäuschte Zola verließ nun Österreich und ließ sich in Südfrankreich nieder. Nach ihm bewarben sich die Investoren der Linz–Budweisbahn (die Bankhäuser Geymüller, Sina und Stametz) um die Konzession und erhielten 1833 den Zuschlag. Da man mit Schönerer als Bauleiter gute Erfahrungen gemacht hatte, übertrug man ihm diese Aufgabe auch auf diesem Bauabschnitt. Im Frühjahr 1834 wurde vermessen, im Sommer 1834 war Baubeginn. Da das Gelände kaum Schwierigkeiten bot, kam man rasch voran. Lediglich von Traundorf nach Gmunden gab es eine Steigung von 39 ‰.
Um die neue Linie mit der Strecke nach Budweis zu verbinden, wurden 1835 Gleise über die hölzerne Donaubrücke bis zum Hauptmauthaus in Linz gelegt, womit die Strecke nach Budweis ihre endgültige Länge von 128,85 km erhielt. Bis 1836 war die Strecke nach Gmunden inklusive einer 2,5 km langen Nebenstrecke zum Hafen Zizlau fertiggestellt. Nur in Gmunden konnte der Rathausplatz der Stadt erst 1842 als definitiver Endpunkt fixiert werden.

### Die Kohlebahn Breitenschützing – Kohlgrube
| Spurweite 1106 mm (3 österr. Fuß 6 Zoll) |      |                      |                     |
| \| \| 0,0 \| Breitenschützing \| 393 m \| \| \| 4,3 \| Viert \| Viert \| \| \| 6,0 \| Wufing \| Wufing \| \| \| \| Wufinger T. (330 m) \| \| \| \| 7,8 \| Albertsham \| Albertsham \| \| \| 8,9 \| Friesam \| Friesam \| \| \| 10,7 \| Kohlgrube (Hauxmoos) \| 606 m \| |      |                      |                     |
| Haltepunkt / Haltestelle Streckenanfang (Strecke außer Betrieb) | 0,0  | Breitenschützing     | 393 m               |
| Bahnhof (Strecke außer Betrieb) | 4,3  | Viert                | Viert               |
| Haltepunkt / Haltestelle (Strecke außer Betrieb) | 6,0  | Wufing               | Wufing              |
| Tunnel (Strecke außer Betrieb) |      | Wufinger T. (330 m)  | Wufinger T. (330 m) |
| Haltepunkt / Haltestelle (Strecke außer Betrieb) | 7,8  | Albertsham           | Albertsham          |
| Bahnhof (Strecke außer Betrieb) | 8,9  | Friesam              | Friesam             |
| Haltepunkt / Haltestelle Streckenende (Strecke außer Betrieb) | 10,7 | Kohlgrube (Hauxmoos) | 606 m               |

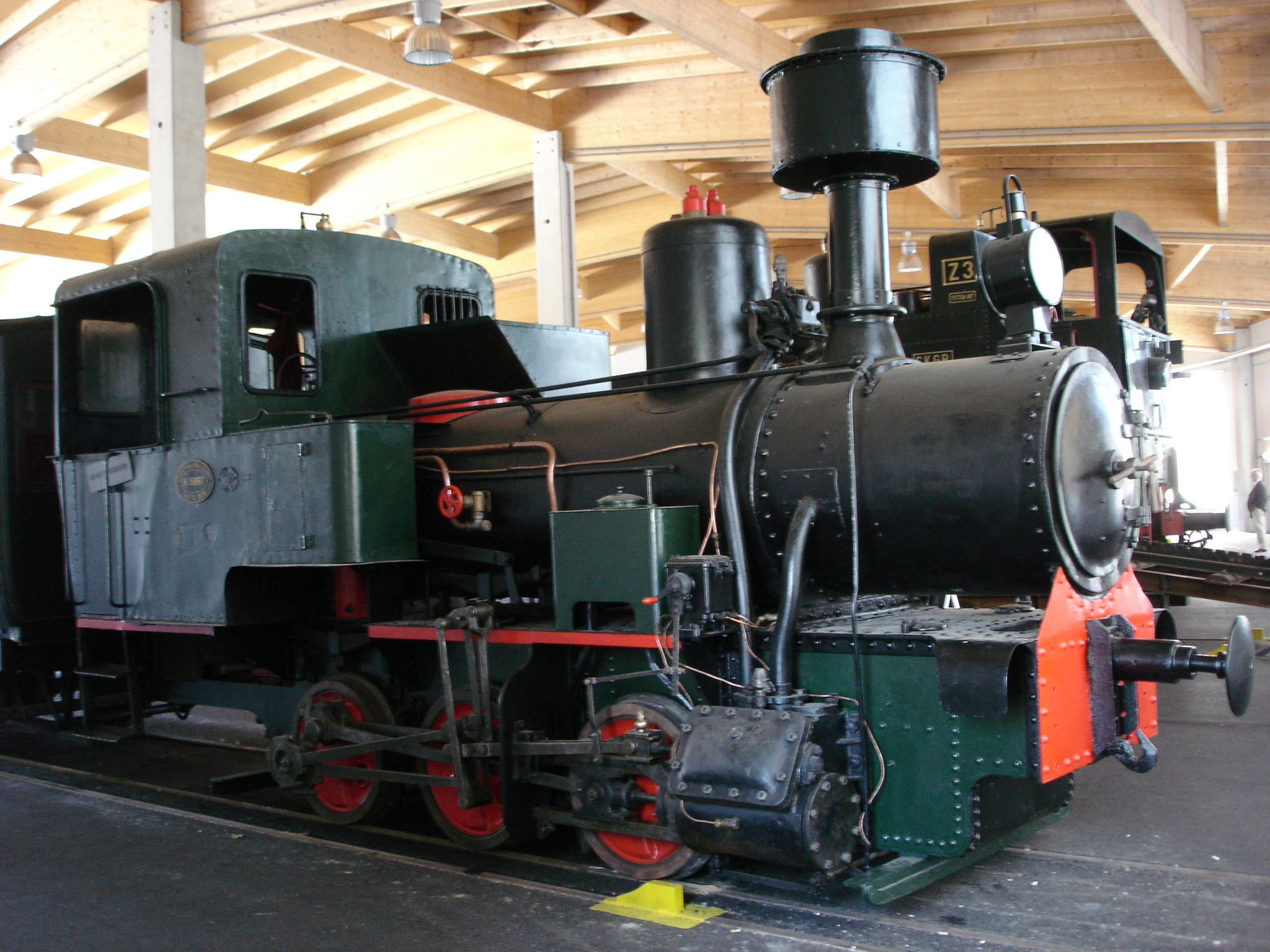
Lokomotive Anna der Kohlenbahn Breitenschützing

Im Hausruckrevier stellte der Transport der Braunkohle praktisch von Beginn an ein Hauptproblem des Abbaus dar, wobei der Transport mit Pferdefuhrwerken den Rentabilitätsberechnungen zufolge unwirtschaftlich war, weil dieser den Kohlepreis sehr verteuert hätte. Die Erfahrungen der ersten europäischen Eisenbahn Linz-Budweis mit dem Salztransport brachte die Lösung. Im Jahre 1854 (Betriebsbeginn 8. Mai 1854) wurde von der späteren Wolfsegg-Traunthaler Kohlenwerks- und Eisenbahngesellschaft eine 10,7 km lange, ab 1877 dampfbetriebene Kohlenbahn errichtet, das Privilegium (Konzession) hierfür wurde am 25. Januar 1853 erteilt. Wie die Niederstraßer-Bahn konnte sie ebenfalls ganz ohne Kraftquelle auskommen, diese wurde erst für den Rückweg benötigt und bestand bis 1877 aus Pferden.
In den 1870er Jahren gab es entscheidende Verbesserungen im ganzen Hausruckrevier, unter anderem wurden am 1. September 1877 im Wolfsegger Revier vier Dampfloks mit je 45 PS eingestellt, welche das Ende des Pferdezuges von Breitenschützing nach Kohlgrube bedeutete. Die Lokomotiven baute die Firma Krauß & Comp. in München und Linz.

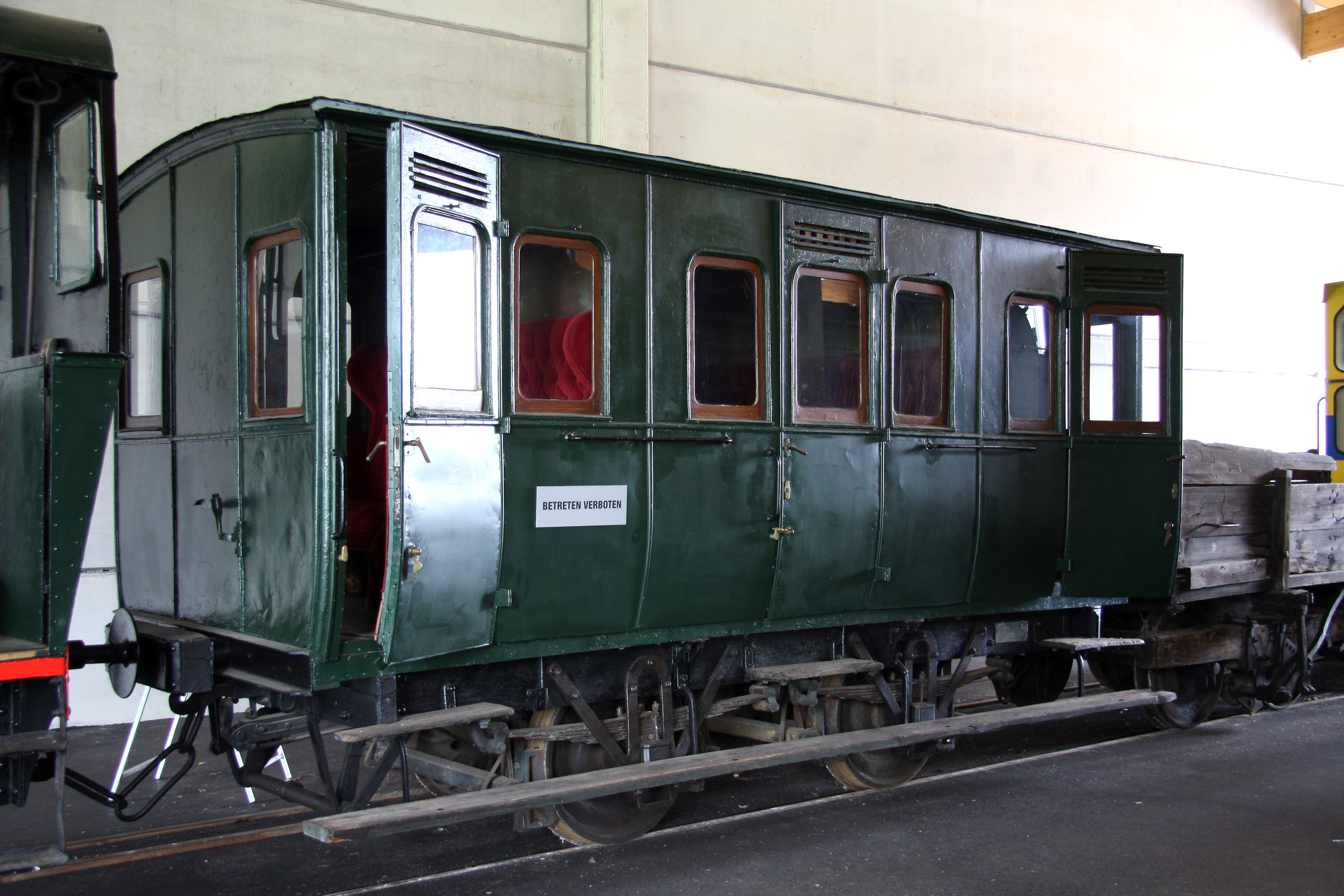
Salonwagen der Kohlebahn

Die Strecke führte von der Station Breitenschützing, wo sie einen Anschluss an die einige Jahre zuvor eröffnete Kaiserin Elisabeth-Bahn (Eröffnung am 12. August 1860) hatte, hinauf nach Kohlgrube, einer 1794 gegründeten Bergwerkssiedlung bei Wolfsegg, die heute noch diesen sprechenden Namen trägt. Die Kaiserin Elisabeth-Bahn wurde wegen des Bergbaues im Hausruck mit einer anderen Streckenführung als ursprünglich geplant errichtet. Die Kohlebahn übernahm (ebenso auch die Strecke Thomasroith–Niederstraß) die Spurweite der Pferde-Eisenbahn und stützte sich auch sonst auf die Erfahrungen der Ingenieure dieses Projektes ab, war mehr als einhundert Jahre in Betrieb. 1903 ging die Bahn vertragsgemäß an den Staat über, wurde jedoch nach Verhandlungen für weitere 50 Jahre verpachtet. Sie erinnerte mit ihrer seltenen Spurweite auch dann noch an die Erste Eisenbahngesellschaft und ihre Bahn, als diese bereits Geschichte waren. Zuletzt führten Diesellokomotiven die Kohlenzüge. Die Betriebseinstellung erfolgte nach Auskohlung des Reviers Kohlgrube am 10. März 1966.

### Die Niederstrasser-Bahn
Die 13 km lange Strecke Thomasroith–Niederstraß, auch Thomasroither- oder Niederstrasser-Bahn genannt, wurde als Pferdeeisenbahn mit 1106 mm Spurweite im Jahr 1850 eröffnet. In der Richtung Thomasroith–Niederstraß kamen die Züge aufgrund des durchgängigen Gefälles (bis zu 40 Promille) völlig ohne Kraftquelle aus. Für den Rückweg wurden zuerst Tiere (Ochsen, Pferde), dann aber ab 1870 Dampflokomotiven benutzt. Die Thomasroither Bahn wurde 1877 durch eine 7,5 km lange Nebenstrecke mit 580 mm Spurweite zur neuen Bahnlinie Attnang-Ried-Schärding nach Holzleithen ersetzt, diese wurde später auf Normalspur umgebaut.

## Der Bahnbetrieb

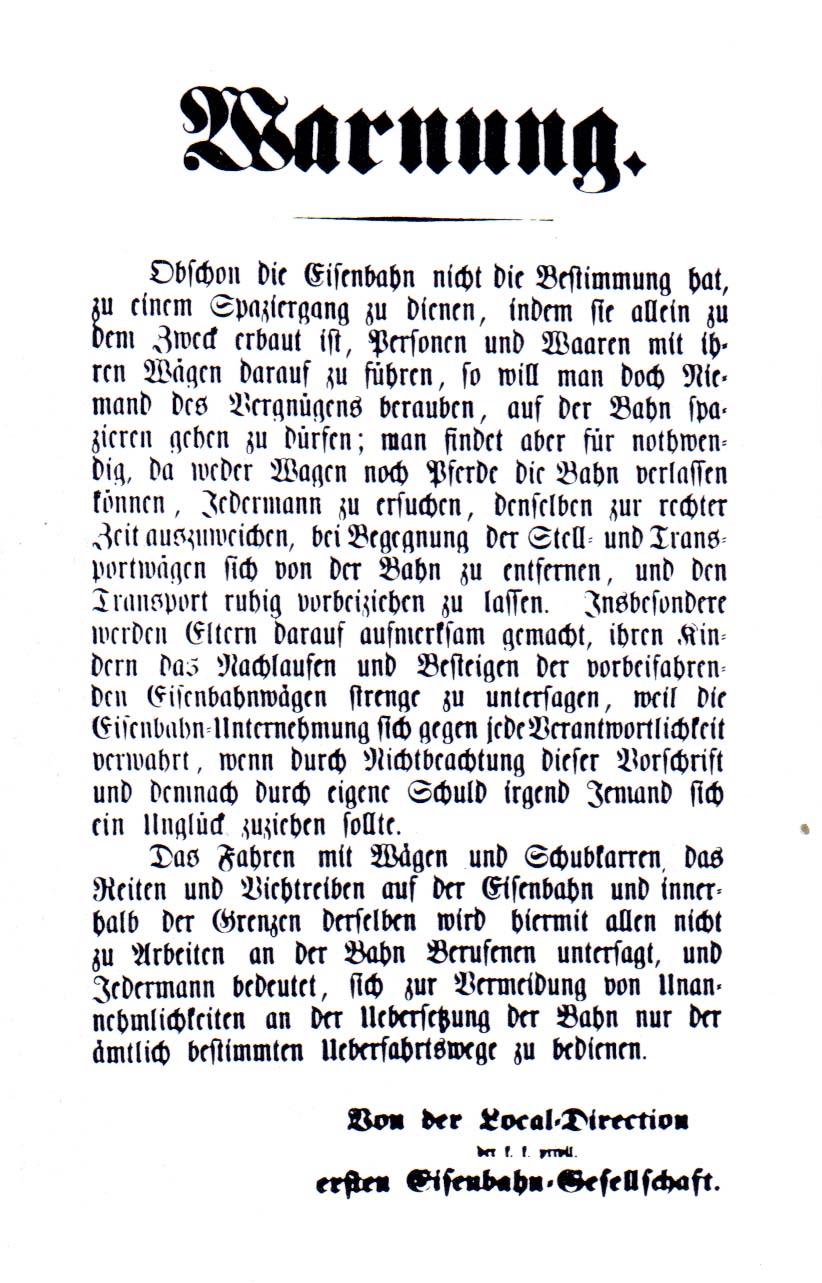
Hinweise für Spaziergänger auf der Bahntrasse

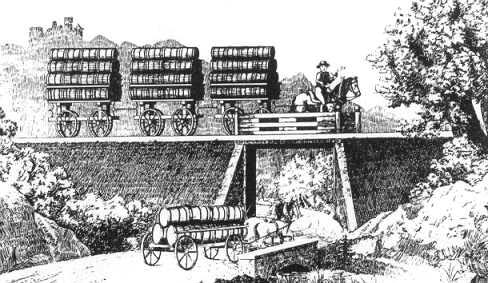
Vergleich der Zugleistung Schiene–Straße

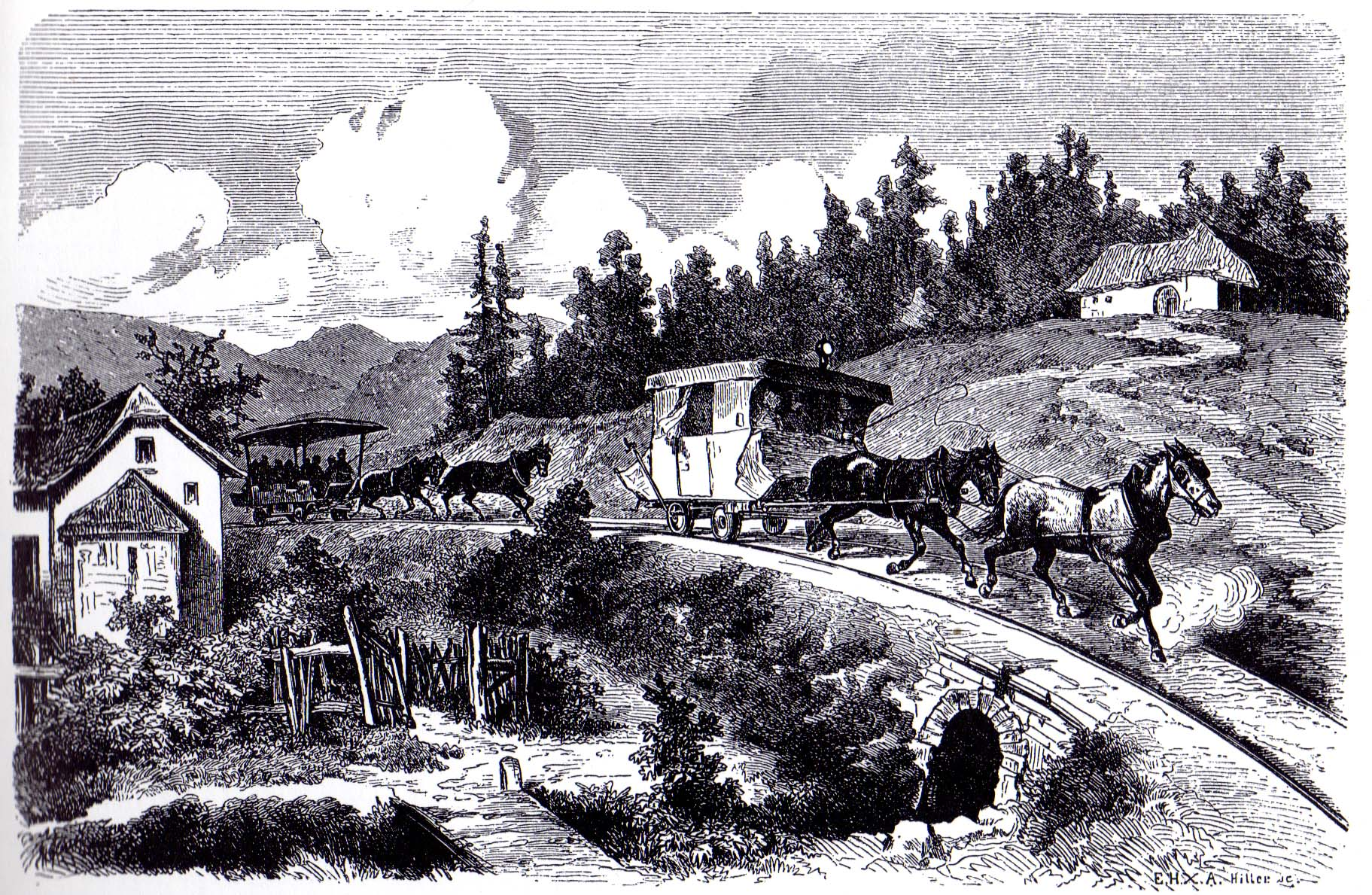
Reger Betrieb auf der Strecke Linz–Budweis

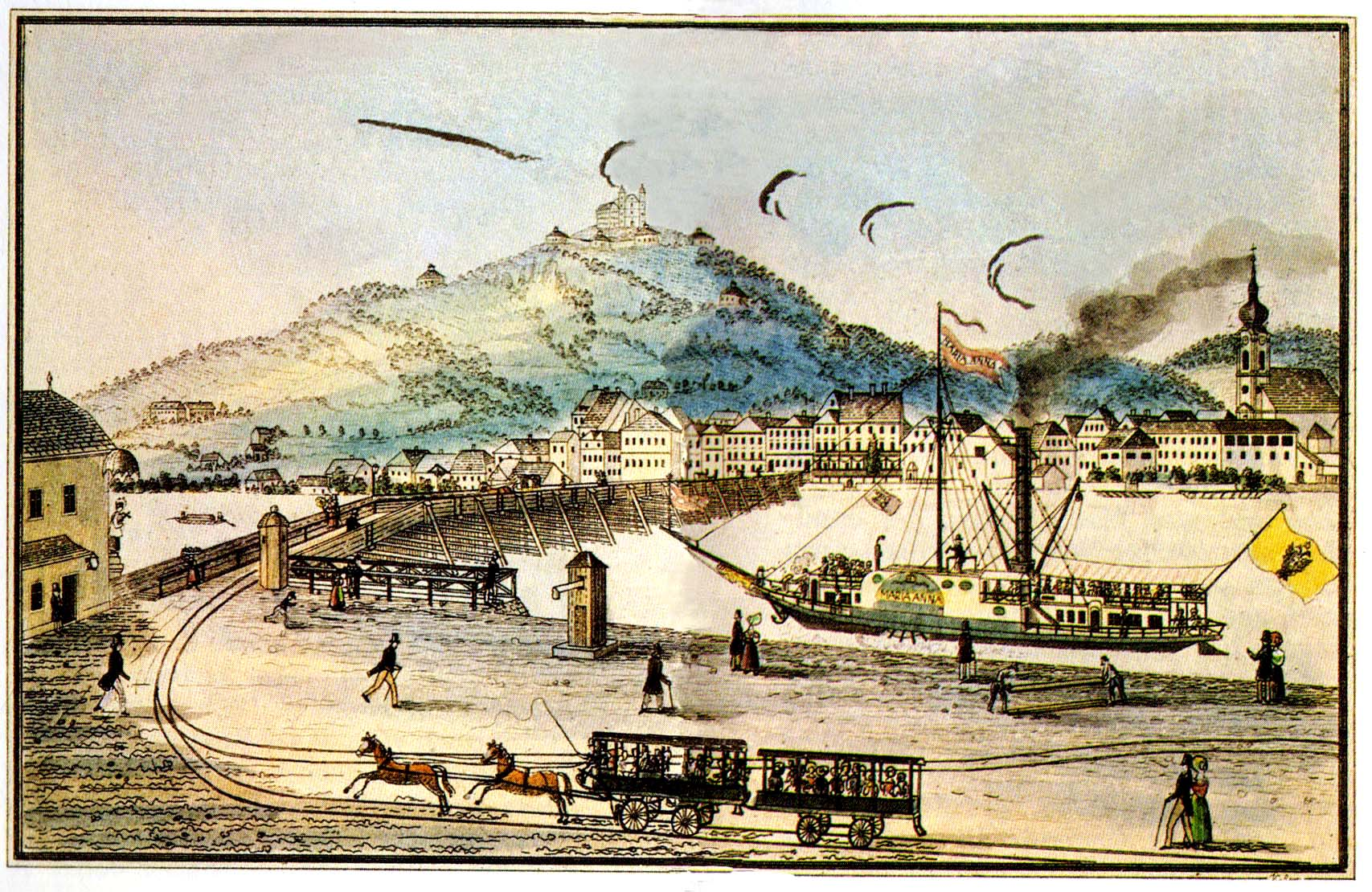
Start zur Ausflugsfahrt von Linz um 1840 (J.V.Reim)

Auch nach der offiziellen Eröffnung der Bahnstrecke Linz–Budweis (128 km) am 1. August 1832 blieb der Verkehr zunächst auf den Frachtbetrieb beschränkt. Er sollte insbesondere auf der Strecke nach Budweis mit weitem Abstand (95,8 %) auch die Haupteinnahmequelle bleiben, wobei der Salztransport mit 52 % am Gewinn beteiligt war. Allerdings blieb auch das Frachtaufkommen der Linie zunächst deutlich hinter den Erwartungen Gerstners zurück. Statt der prognostizierten 1.060.000 WrZtr (Wiener Zentner = 56 kg), wurden im Jahre 1834 lediglich 405.400 WrZtr (22.702 t) befördert. Die Auslastung konnte zwar in den Folgejahren verbessert werden, letztendlich brachte aber erst die Fortsetzung der Bahn bis Gmunden jene Steigerung, die den Erwartungen entsprach. So wurden im Jahr 1843 350.000 Tonnen Salz und 325.000 Tonnen Kaufmannsgüter transportiert, wobei bei letzteren zunehmend die böhmische Kohle eine Rolle spielte, für die es im Raum Linz Abnehmer gab. 1840 war die Bahnfracht bereits um 60 % billiger als der normale Fuhrwerkstransport.
Die Geschwindigkeit der Güterzüge betrug im Schnitt 4 km/h, pro Tag wurden maximal 40 Kilometer zurückgelegt. Der Gütertarif betrug 1840 von Linz bis Budweis für 56 kg Salz (1 Fass) 30 Kronen, für 1 Eimer Wein (rund 57 Liter) 32 Kronen, bei anderen Gütern bei 24 Kronen. Gefahren wurde grundsätzlich das ganze Jahr.
Die Beförderung von Personen begann mit gelegentlichen Ausflugsfahrten, der erste planmäßige Verkehr wurde 1834 mit Sonderzügen zum Ostermarkt nach Urfahr aufgenommen, wobei man 2379 Personen beförderte. Die offizielle Genehmigung zur Durchführung von Personentransporten wurde am 10. Mai 1836 erteilt. Von da an verließen die „Fernzüge“ täglich um 5 Uhr früh die beiden Kopfstationen. Um die Mittagszeit trafen sie sich am Scheitelpunkt der Strecke in Kerschbaum, wo man eine Stunde Zeit hatte, um im ersten Bahnhofsrestaurant Europas ein Menü einzunehmen. Um 19 Uhr traf man am Endbahnhof ein. Neben diesen nur einmal täglich verkehrenden „Fernzügen“ gab es weitere Personenfahrten von Linz bis Lest (bei Freistadt). Die Linzer Bevölkerung nahm die Bahn auch gerne für Spazierfahrten nach dem Vorort St. Magdalen an, wofür auf dem Stationsplatz in Urfahr und später auch beim Mauthaus in Linz stets Wagen bereitgehalten wurden. Transportiert wurden 1840 10.000 Personen, eine Zahl, die bis 1848 auf 16.000 Personen anstieg. Im Personenverkehr wurden Durchschnittsgeschwindigkeiten von 10 bis 12 km/h erreicht, bei Talfahrten konnten es auch 15 km/h sein. Personenzüge verkehrten lediglich von April bis Oktober. Ein Reisender (ca. 1840) schildert seine Eindrücke:

„Vor der Abfahrt waren viele Formalitäten zu erledigen. Der Bahnbeamte musste auf den Fahrscheinen den Bestimmungsbahnhof, das Datum, die Zeit etc. eintragen… Die Fahrt ging pünktlich um 5 Uhr früh los. Wie angenehm lässt es sich doch mit so einer Schienenbahn reisen! Kein Rumpeln, kein Stoßen – man gleitet dahin wie im Himmel. … Bei großer Steigung wurde ein zweites Pferd vorgespannt. Ein Stück vor Lest wurde unsere Reise durch einen mit Weinfässern beladenen Zug unliebsam unterbrochen. Da die Strecke eingeleisig ist, blieb uns nichts anderes übrig – wollten wir nicht bis zur letzten Ausweichstelle zurückfahren – als gemeinsam mit dem Kutscher unseren Stellwagen aus den Schienen zu heben und den Gegenzug passieren zu lassen. …“

Während dieser Reisende mit dem Mittagessen in Kerschbaum voll zufrieden war, traf dies beim Schriftsteller Franz Carl Wiedmann im Jahr 1837 nicht vollends zu:

„Kerschbaum ist der Ort zum gemeinschaftlichen Mittagsmahl. Drei große, schon gedeckte Tische sind in dem Speisezimmer bereitet. Die hier zusammengetroffene Gesellschaft aller vier Wagen bestand aus 42 Personen. … Das aufgetischte Gericht bestand aus Suppe, Rindfleisch und zwei Soucen, Braten und Salat. Der Braten teilte sich in Hühner- und Wildbraten. Der letztere war gänzlich ungenießbar und verbreitete einen entsetzlichen Gestank im ganzen Zimmer. Die übrigen Speisen waren gut zubereitet. Man bezahlte mit Einschluss einer Flasche Bier 3 Kronen. Schwarzer Caffee wird extra bezahlt. Der Wildbraten abgerechnet, welcher auf allgemeines Verlangen sogleich hinausgeschafft ward, ward den Gerichten weidlich zugesprochen.“

Der Siegeszug der mit Dampf betriebenen Eisenbahn beflügelte auch die Erste Eisenbahn-Gesellschaft. Da eine Umstellung auf der Strecke Linz–Budweis nicht möglich war, musste man sich bei der Umrüstung auf die Strecke Linz–Gmunden beschränken. 1854 zeigten erste Probefahrten, dass die bislang verwendeten Flachschienen dem Gewicht der Lokomotiven nicht gewachsen waren und nicht selten brachen. Man stellte die Gmundner Linie dennoch auf Dampfbetrieb mit den Lokomotiven EEG – Marchtrenk bis Zizlau um. Zwischen Linz und Lambach erfolgte der Wechsel bei den Güterzügen am 1. März 1855, bei den Personenzügen am 1. Mai des gleichen Jahres. Am 1. Juni 1856 wurde der Dampfbetrieb bis Englhof (heute Engelhof) und am 1. September bis Gmunden/Traundorf aufgenommen. Die Verbindung von Traundorf bis zum Hauptplatz in Gmunden blieb der großen Steigung wegen bis zuletzt den Pferden vorbehalten. Als sich beim Dampfbetrieb die Schienenbrüche häuften und es zu Unfällen kam, entschloss man sich schließlich doch zur Umrüstung von Flachschienen (auf hölzernen Längs- und Querschwellen) auf Hochschienen und Querschwellen.
In gepflasterten Straßen der Städte (Linz, Budweis) wurden auch flache Rillenschienen verwendet.

## Das Ende der Pferdeeisenbahn
Mit dem Bau der Kaiserin Elisabeth-Bahn (Westbahn) kam das schrittweise Ende der Pferdeeisenbahn. Schon bei der Erteilung der Konzession der Westbahn hatte die Hofkammer der Tatsache Rechnung getragen, dass es im Raum Linz, wo die „Erste Eisenbahngesellschaft“ mit „ausschließenden Privilegien“ vor Konkurrenzstrecken geschützt war, zu Problemen kommen könnte. So wurde im § 6 der Konzessionsurkunde festgehalten, dass die beiden Gesellschaften eine einvernehmliche Lösung anzustreben hätten. Sollte es zu diesem Einvernehmen nicht kommen, so hätten sich die Kontrahenten einem Schiedsspruch der Hofkammer zu beugen. Den Aktionären der „Ersten Eisenbahn-Gesellschaft“ kamen solche Verhandlungen nicht ungelegen, da ihr Unternehmen angesichts der wachsenden Konkurrenz durch die ,echten‘ Eisenbahnen ohne aufwändige Modernisierung ohnehin nicht überlebensfähig war. Sie lehnten deshalb eine Entschädigung wegen der Teilverletzung ihres Privilegiums ab und beharrten auf der Übernahme der gesamten Gesellschaft. Da darüber kein Konsens erzielt werden konnte, entschied die Hofkammer. Die Westbahn musste sowohl das Privileg Linz–Budweis (1824) als auch das Privileg Linz–Gmunden (1832) erwerben, wobei der Kaufpreis das eingezahlte Aktienkapital der alten Gesellschaft um 80 % überstieg. Dazu kam die Auflage, die Pferdebahn Linz–Budweis bis spätestens 1874 auf eine moderne, d. h. normalspurige Lokomotiv-Bahn umzurüsten.

### Linz–Budweis
Nach Überweisung der Kaufsumme löste sich die „Erste Eisenbahngesellschaft“ am 30. Juni 1857 in Zufriedenheit auf. Die unterlegene Kaiserin-Elisabeth-Bahn (KEB) hatte sich zur gleichen Zeit auch mit der Kronprinz Rudolf-Bahn (KRB) auseinanderzusetzen, die als Nord-Südverbindung von der Adria über Villach, St. Michael, Selzthal, St. Valentin bis Budweis zur Kaiser Franz Joseph Bahn führen sollte. Die Hofkammer übertrug jedoch die Herstellung der Verbindung St. Valentin–Budweis auf die KEB, da die Hälfte dieser Strecke auch von der Linie Linz–Budweis genutzt werden konnte. Die KEB entschloss sich, die beiden Strecken nach Budweis bei Gaisbach–Wartberg zusammenzuführen. Die Umsetzung dieser beiden Projekte erforderte den Neubau zweier Donaubrücken, da die alte Holzbrücke in Linz, die sich an der Stelle der heutigen „Nibelungenbrücke“ befand, weder für einen modernen Zugverkehr geeignet war, noch mit der neuen Trassenführung der Bahn in Einklang stand. Der Brückenneubau bei Mauthausen wurde aufgrund des erwarteten massiven Transitverkehrs auf der Linie Prag–Adria zweigleisig eingerichtet, was sich aufgrund der politischen Entwicklung als Fehlinvestition erweisen sollte. Der Neubau St. Valentin–Gaisbach/Wartberg–Budweis war 1871 abgeschlossen, der „Umbau“ der Strecke Linz–Gaisbach/Wartberg zwei Jahre später. Für die Linien Linz/St. Valentin–Budweis bürgerte sich in der Folge der Name Budweiser-Bahn bzw. Summerauer Bahn ein. Der letzte planmäßige Zug der Pferdeeisenbahn verkehrte am 15. Dezember 1872 von Linz nach Lest. Heute gibt es keine Verbindung mehr von St. Valentin nach Gaisbach/Wartberg, der gesamte Eisenbahnverkehr wird heute über die Bahnstrecken Linz–Gaisbach-Wartberg und Gaisbach-Wartberg–České Budějovice geführt.

### Linz–Gmunden

Fahrkarte I.Klasse Linz-Lambach aus dem Jahr 1840

Nach der Eröffnung des Abschnitts Linz–Lambach der Elisabethbahn wurde die ehemalige Pferdeeisenbahnstrecke zwischen Linz Südbahnhof und Alt-Lambach (heute: Stadl-Paura) einschließlich der Zizlauer Zweigbahn 1859 stillgelegt und abgetragen. In Linz erinnert noch heute der Südbahnhofmarkt an die vormalige Existenz des Südbahnhofes. Zwischen Alt-Lambach und dem Bahnhof Lambach der Westbahn wurde ein Verbindungsgleis gebaut. Die Strecke Lambach–Gmunden wurde als Zweigstrecke der Westbahn geführt. Nach der Verstaatlichung wurde auf der Gmundner Bahn der Rollbockbetrieb eingeführt, wobei die Waggons mit Normalspur auf Schmalspur-Fahrgestelle („Rollböcke“) gesetzt wurden. 1903 wurde die Strecke auf Normalspur umgebaut. Heute findet dort nur mehr Güterverkehr statt, der vor allem im Zeichen der Papierfabriken in Laakirchen und Steyrermühl steht. Der Personenverkehr auf dieser Strecke wurde 1988 eingestellt, der Güterverkehr ist seit einigen Jahren ebenfalls stillgelegt. Aufgrund des Baus der Umfahrung Gmunden ist die Bahnstrecke mittlerweile zwischen Gmunden und Laakirchen unterbrochen. Dem Personenverkehr dient die alte Trasse nur mehr zwischen dem alten Stationsplatz Englhof (heute Engelhof) bis knapp vor dem mittlerweile abgerissenen Seebahnhof Gmunden, wo sie von der Traunseebahn (Lokalbahn Gmunden–Vorchdorf) genutzt wird.

## Technische Details der Pferdeeisenbahn

### Die Trasse

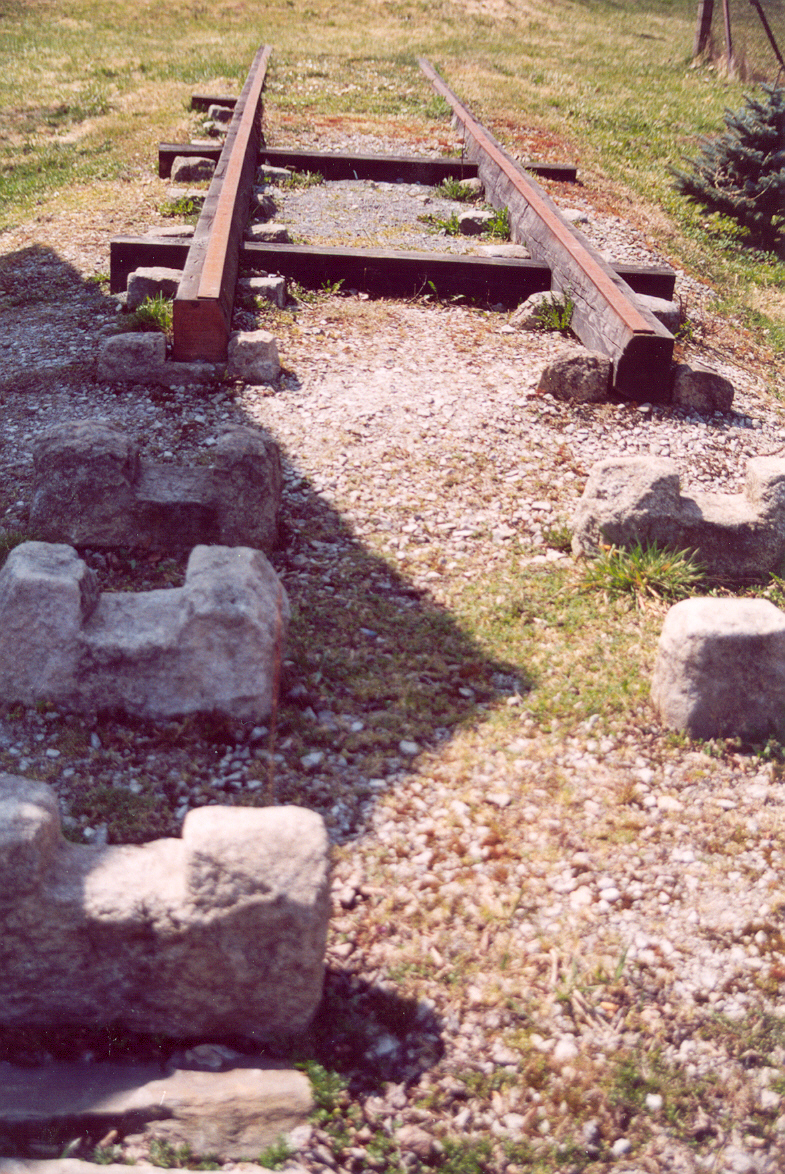
Teilweise (atypisch) rekonstruierter Oberbau der Pferdeeisenbahn

Die eingleisig mit zahlreichen Ausweichen geführte Strecke wies von Budweis bis zum Hauptmauthaus in Linz eine Länge von 128,8 km (17 ½ österreichische Meilen) auf. Vom Hauptmauthaus bis zum Hauptplatz Gmunden waren es weitere 67,9 km. Die Strecke nach Budweis hatte Gebirgscharakter. Von Linz (254 m. ü. M.) hatte die Bahn zunächst den Kerschbaumer Sattel (714 m. ü. M.) zu erreichen. Bis Budweis fiel die Strecke auf 385,5 m. ü. M. ab. Die Maximalsteigung betrug 21,8 ‰.

#### Streckenverlauf

##### Kerschbaum – Linz
Vom Kerschbaumer Sattel aus senkte sich die Trasse nach Durchschneidung des Höhenrückens (Einschnitt nördlich von Rainbach an der L1484 noch heute erkennbar) in das kleine Becken von Summerau. Ab nun verläuft heute weitgehend parallel zur ehemaligen Streckenführung die Summerauer Bahn weiter bis Freistadt im Jaunitztal, wobei die Pferdeeisenbahn sich meist westlich der heutigen Eisenbahnstrecke – der Erbauungszeit geschuldet deutlich geländeadaptierter – hielt, was man sehr gut an der Kronbachbrücke und ihrer Umgebung erkennen kann. In Nähe der Überkreuzung der L1498 der Summerauer Bahn kurz vor dem Bahnhof Freistadt bog die Trasse über einen Seitenbach hinweg ( Damm gut erhalten) auf das nun südwärts zu durchquerende Hochplateau westlich der eingegrabenen Feldaist ein. Nördlich von Neumarkt im Mühlkreis senkte sich die Trassenführung dann in das Tal der Kleinen Gusen hinab, um nach Unterweitersdorf zu gelangen. Südwestwärts ging es nun sehr windungsreich weiter am breiten, zum kleinen Becken von Gallneukirchen im Tal der Große Gusen hin sich auffächernden Geländerücken, nach ebendiesem Gallneukirchen, das samt der Senke der Großen Gusen wieder unter sehr geländeadaptierter Anlage westwärts ausgefahren wurde. Die Furche bei Mittertreffling passierte man an deren Nordabdachung, um schließlich die etwa 200 Höhenmeter Differenz an die Donau über Ausfahrung des Katzbachgrabens (bei Elmberg), die Nutzung der Gneisabhänge über Dornach-Auhof und die letzte Schleifenbildung im Haselbachgraben (deutlicher Dammrest hier) hinter sich zu bringen. Grob parallel zur heutigen Leonfeldner Straße ging es endlich nach Urfahr und zur Urfarener Donaubrücke sowie unter östlicher Umfahrung der Linzer Altstadt zum (heutigen) Südbahnhofmarkt.

### Der Oberbau
Beim Erstellen des Oberbaues auf Erdreich wurden hölzerne Längsschwellen („Gleisbäume“) gelegt, auf denen die schmiede- oder gusseisernen Flachschienen aufgenagelt wurden (daher die Bezeichnung „gemischte Holz- und Eisenbahn“). Die Spurweite betrug 1106 mm. Querschwellen gab es zunächst nicht, dies hatte den Vorteil, dass der Raum zwischen den Gleisbäumen – eingeschottert und mit einer Sandschicht versehen – den Pferden als bequemer Treppelweg dienen konnte. In der Stadt bzw. bei Straßenüberquerungen setzte man gusseiserne ‚Fischbauchschienen‘ ein, die in U-förmig behauenen Steinen ruhten (siehe Bild), die eingepflastert wurden, um eine Spurveränderung zu verhindern. Bei Dämmen hatte Gerstner unterhalb der „Gleisbäume“ Steinmauern, sogenannte „Geleisemauern“ eingebaut, die auf der Südrampe weggelassen wurden. Später wurden vor allem im Kurvenbereich auch hölzerne Querschwellen verlegt, der Abstand zwischen den Schwellen betrug ein Klafter (1,9 m).

### Das rollende Material

#### Güterwagen

Abbildung eines Warentransportzuges

Die Eisenbahngesellschaft verfügte zuletzt über ca. 1000 Güterwagen. Es waren dies mit Masse zweiachsige Niederbordwagen, der starken Gleiskrümmungen wegen mit sehr kurzem Radstand. Sie wurden je nach Fahrtstrecke mit 2,5 bis 3,5 Tonnen beladen. Auf solchen Wagen konnten beispielsweise 40 Fässer Salz mit je 56 kg befördert werden. Spezialwaggons kamen erst später zum Einsatz. So gab es für empfindliche Güter Hochbordwagen mit einer Abdeckung aus Blech, sowie Vierachser für den Transport von Langholz, Kohle und Steinen.
Da das Eigengewicht der britischen Wagen mit ihren guss- oder schmiedeeisernen Rädern die Ladekapazität auf Gebirgsstrecken zu stark beschränkte, hatte sich Gerstner für Holzräder entschieden, bei denen Eisen lediglich bei der Nabe, dem Beschlag der Lauffläche und den Spurkränzen verwendet wurde. Dies steigerte zwar die Defektanfälligkeit, die Zulademöglichkeit erhöhte sich jedoch um über 25 %.

#### Personenwagen

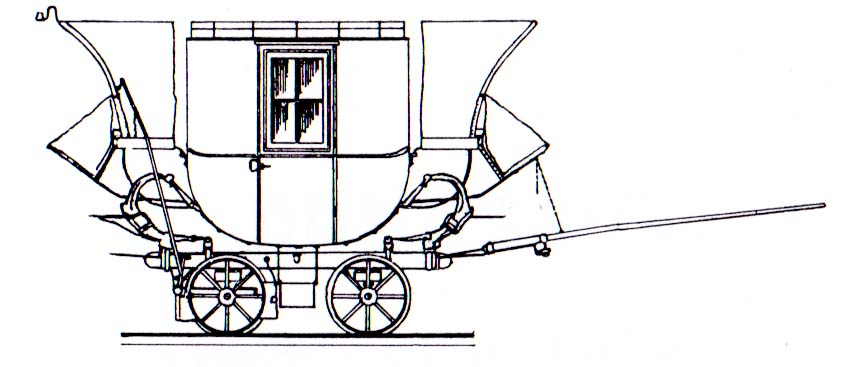
Personenwagen I. Klasse, eingesetzt auf der Strecke Budweis–Linz

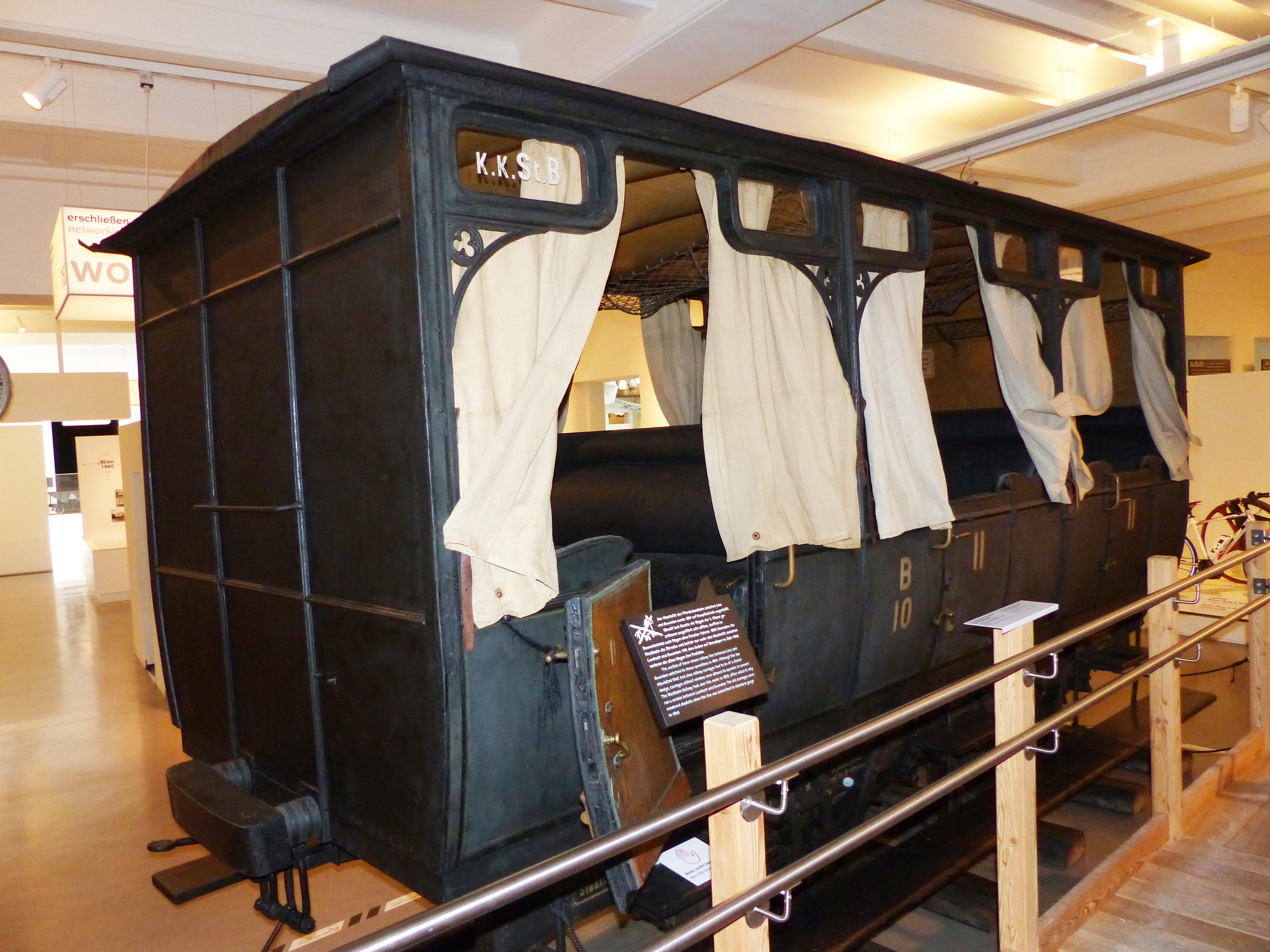
Personenwagen 2. Klasse für den Sommerbetrieb, 1855

Zu Beginn des Personenverkehrs gab es noch keine Wagenklassen, sondern lediglich gedeckte und ungedeckte Wagen. Später wurde nach Klassen unterschieden. Ein Wagen I. Klasse hatte auf der Linie nach Budweis 4 bis 9 Innen- und Außensitze, die der Gmundener Strecke 4–12 Innen- und 4–8 Außensitze. Bei der 2. Klasse gab es je 6 Außen- und Innensitze, auf der Gmundener Strecke 12 bis 24 Innen- und vereinzelt 8 Außensitze. Für die dritte Klasse wurden auch gedeckte Lastwagen verwendet. Auf der Bahn nach Gmunden gab es lediglich zwei Klassen. 1857 verfügte die Bahn über 96 Personenwagen verschiedener Typen. Jene der ersten und zweiten Klasse waren Postkutschen nachempfunden (siehe Bild). Man konnte auch die eigene Kutsche mitnehmen, sie wurde samt Passagieren auf einen sogenannten Equipagewagen verladen. In weiteren Wagen war auch die Mitnahme von Pferden möglich.

### Die Zugmittel
Die Gesellschaft verfügt im Vollbetrieb über 600 Pferde, so gut wie ausschließlich Noriker, die sich als stark und genügsam erwiesen. Versuche mit Ochsen, die im Betrieb billiger gewesen wären (Heu statt Hafer bzw. Mais), scheiterten vor allem wegen früher Erschöpfung und geringem Tempo. Details aus dem Erfahrungsbericht aus dem Jahr 1846:

„… Der Ochs ist nach seiner natürlichen Beschaffenheit wenig gelehrig, auch nicht so empfindlich wie edlere Thiere, auch daher sein Gang unsicher, unbehülflich und unlenksam, er erschreckt öfters über unbedeutende Gegenstände, vorübergehende Personen, Regenschirme etc. und geht daher öfters aus der Bahn, weshalb besondere Aufmerksamkeit der Knechte nöthig wird. Da unsere Knechte der deutschen Sprache ganz unkundig sind, so versteht sich von selbst, daß sie auch jene Ausdrücke des Gebirgsvolkes, welche diese Ochsen gewöhnt sind, nicht aussprechen können und auch gar nicht wissen …“

Auf ebener Strecke konnten zwei hintereinander gespannte Pferde vier vollbesetzte Personenwagen mit etwa 60 Personen oder drei bis vier Frachtwagen zu je 2520 kg (45 Wiener Zentner) ziehen. Bei Steigungen wurden bis zu drei Pferde vorgespannt oder der Zug geteilt.

### Die Infrastruktur
Die Bahnhöfe, damals Stationsplätze benannt, waren auf der Linie nach Budweis ca. 20 km und auf der Gmundner Linie an die 15 km voneinander entfernt. Diese Distanzen waren so gewählt, dass ein Pferd als Tagespensum von einem Stationsplatz zum nächsten und von dort mit einem Gegenzug wieder zurück in den eigenen Stall gelangen konnte. Somit war die Verantwortlichkeit des Stationsplatzkommandanten („Expeditor“) für seine Pferde im Regelfall gegeben. Darüber hinaus war er für die reibungslose Betriebsabwicklung verantwortlich, wozu vor allem die Regelung des Zugsverkehrs gehörte. Ferner hatte er Fahrbescheinigungen auszugeben, die Gepäcks- und Frachtstücke zu übernehmen und für deren Beförderung zu sorgen. Die Stationsplätze waren als Kreuzungs-, Umspann- und Verladeplätze mit Dienst-, Wohn- und Wachgebäuden, Stallungen und Futtermagazinen für 25 bis 100 Pferde, Magazinen für Waren und einer Schmiede ausgestattet. Es war überdies eine verpachtete Gaststätte angeschlossen.
Neben den Stationsplätzen gab es Umspannstationen, die ausschließlich zum Pferdewechseln im Personenverkehr dienten, weiterhin Transportstationsplätze, die ausschließlich dem Güterverkehr vorbehalten waren. Um den Verkehr flexibler zu gestalten, gab es zwischen den Stationsplätzen Mittelstationen, die dem Rangieren der Züge dienten, zusätzlich waren Ausweichen auf freier Strecke eingerichtet. Für den Personenverkehr gab es darüber hinaus „Zusteigplätze“, für die keine baulichen Maßnahmen getroffen wurden. Die Strecken zwischen zwei Bahnhöfen wurden Stationen genannt. Zur Inspektion und Wartung der Strecke wurden im Abstand von zwei bis drei Kilometern Wachthäuser errichtet. Die Budweiser Linie besaß 51 Wachthäuser, die Gmundner Linie 21.

### Die Kommunikation
Die Eingleisigkeit der Strecke führte trotz zahlreicher Ausweichen immer wieder zu Problemen mit unerwartetem Gegenverkehr. Dieses Problem konnte erst mit der Einführung des Telegrafen befriedigend gelöst werden, die jedoch erst Ende der 1850er Jahre erfolgte.

### Das Personal

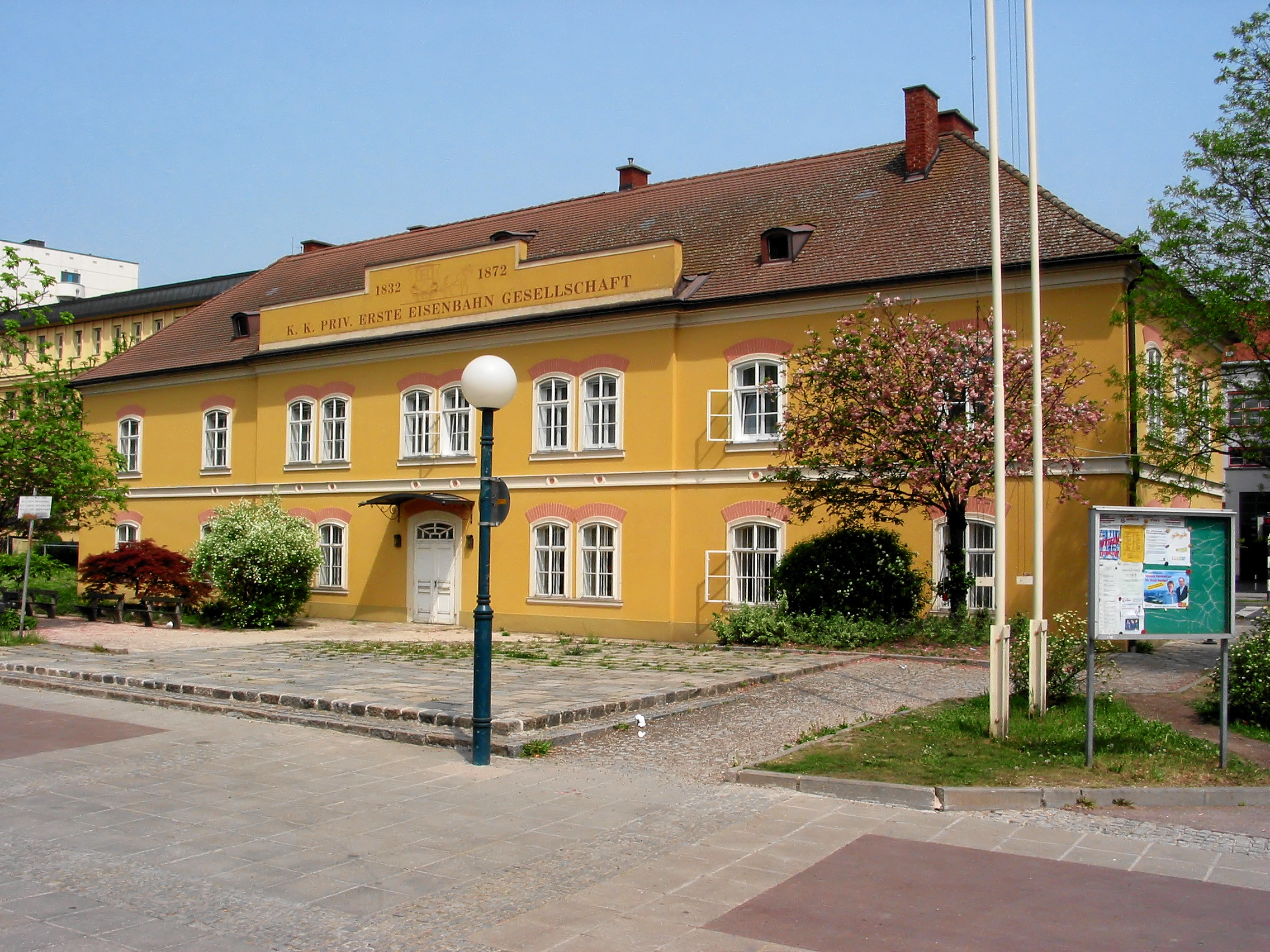
Linz, Südbahnhof

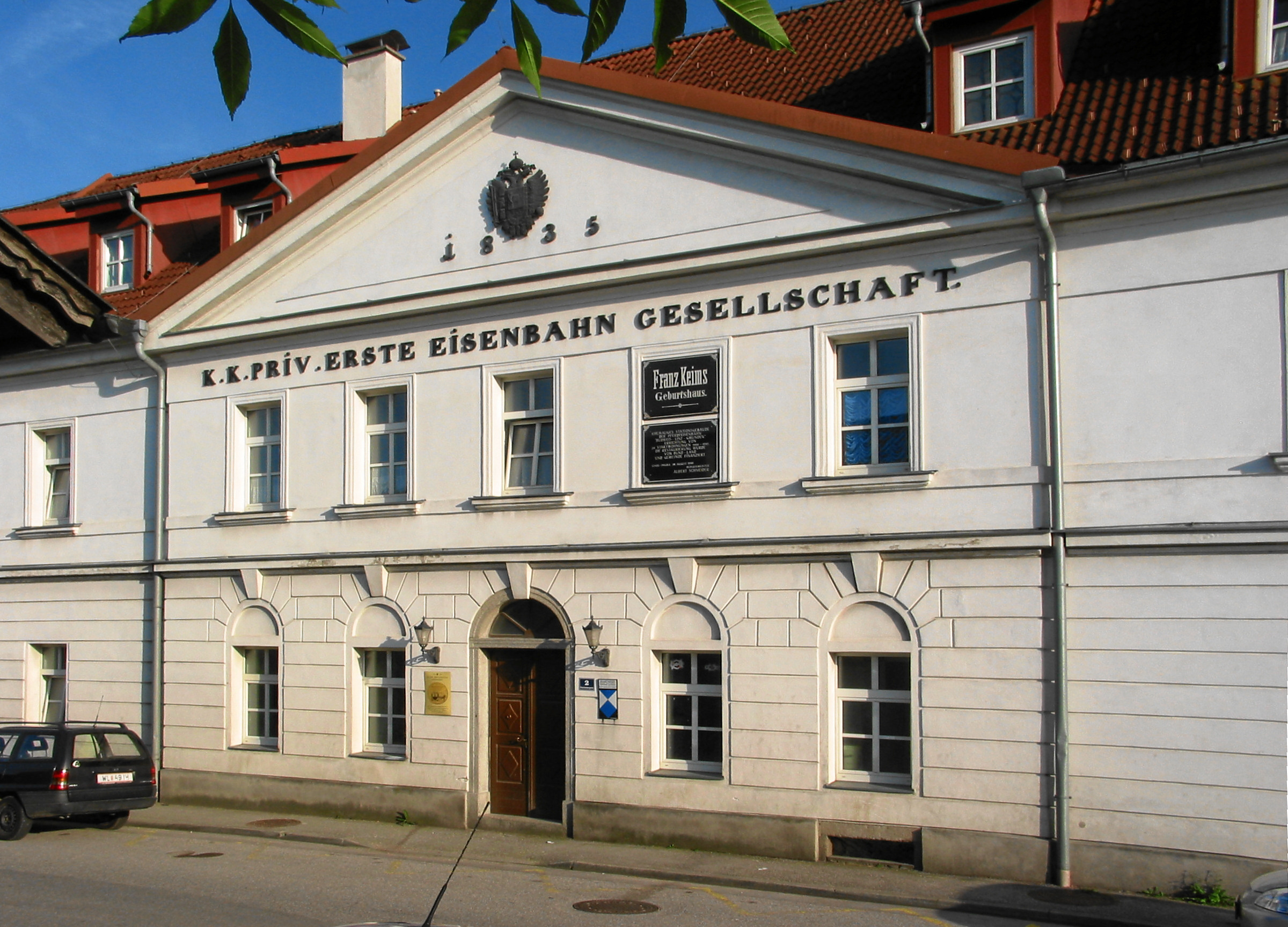
Bahnhof Lambach (Stadl-Paura)

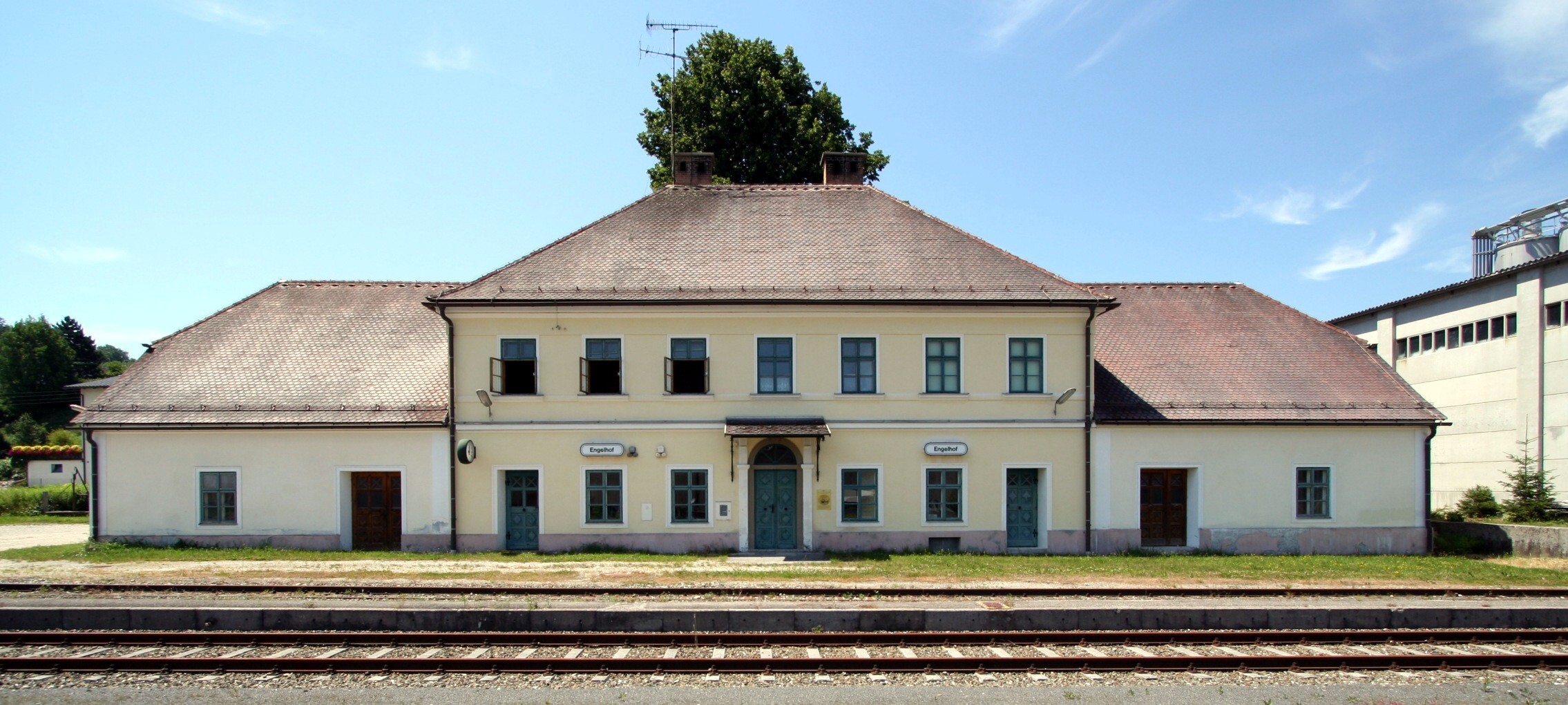
Bahnhofsgebäude von Engelhof

Da der Betrieb der Bahn verpachtet war, kam man zunächst mit zehn Angestellten und einigen Salzbindern (Personen, die Salzfässer herstellten) aus. Nach Auslaufen des Pachtvertrages kam man 1829 auf 495 Personen.
Das Lohnniveau war recht unterschiedlich. So bezog monatlich ein:
- Lokaldirektor von Linz: 160 Gulden
- Bürochef mit Inkasso: 100 Gulden
- Schreiber bei der Personenabfertigung: 33 Gulden
- Expeditor (Stationsplatzkommandant): 80 Gulden
- Kanzleidiener: 15 Gulden
- Bahn- und Stationswärter: 10 Gulden
- Wegmeister: 30 Gulden

(wobei 1 Gulden ~ 10 €)
Der Betrieb der Bahn war zunächst verpachtet. Als Pächter trat der k.k. Schiffmeister Karl Adalbert Lanna aus Budweis auf. Er war für die Gestellung des gesamten Personals und die notwendigen Reparaturarbeiten verantwortlich. Als 1846 keine Einigung über den Pachtschilling erzielt werden konnte, übernahm die Gesellschaft am 1. November 1846 den Betrieb in eigener Regie, wobei zunächst 482 Pferde zum Einsatz kamen.
Die Angestellten der Bahn waren im Streckendienst mit Laternen und Handwerkszeug für Pferdebeschlag und Schnellreparaturen ausgestattet. Grundsätzlich waren sie nicht uniformiert. Sie erhielten jedoch für besondere Anlässe einen Galahut (Tschako), der mit Silberband und Rossschweif ausgestattet war. Die goldene Dienstschnur mit Quasten und Stulpenhandschuhe aus Wildleder ergänzten diese Ausstattung und sorgten für einen würdevollen Auftritt. Das Personal wurde zu äußerster Höflichkeit gegenüber den Passagieren angehalten, was wegen des zu erwartenden Trinkgeldes zumeist auch beachtet wurde. Zu lokalem Ruhm gelangte der Bahnknecht Leopold Viertbauer. Er unterhielt seine Fahrgäste mit Zitherspiel und Gesang und hatte immer eine Schnapsflasche zur Hand. Als er in den Ruhestand trat, betrugen seine Ersparnisse eine knappe Million Euro. Gab es dennoch berechtigte Klagen der Passagiere über das Personal, so kam notfalls der langjährige Direktionsgehilfe („Direktionsfaktor“) Leonhard Baumgartner, genannt Rotschädl, zum Einsatz, dessen physische Durchschlagskraft meist überzeugend wirkte.

### Die Passagiere

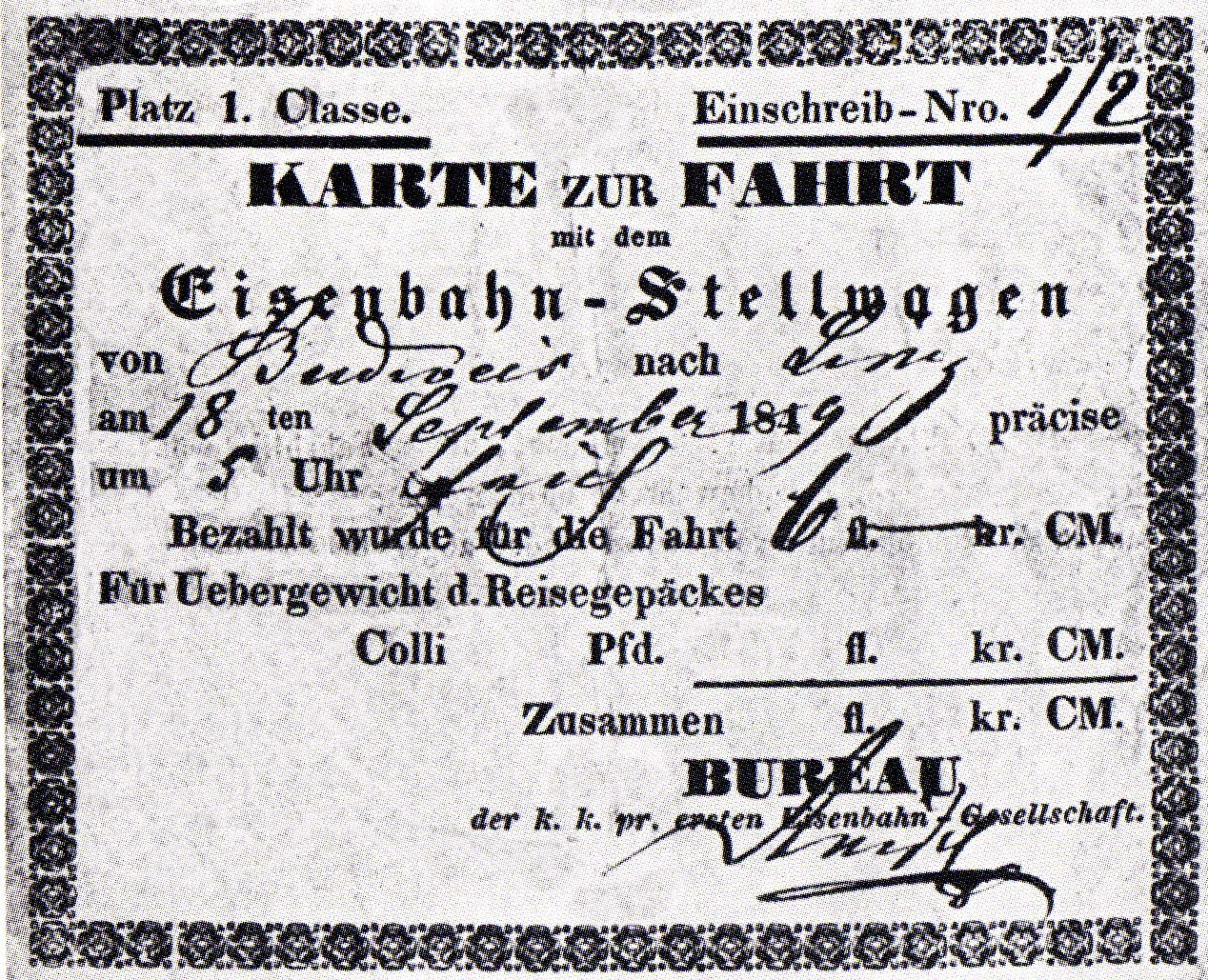
Fahrkarte I. Klasse Budweis–Linz

Der Personentarif betrug 1846 für eine österreichische Meile (7,59 km):
1. Klasse: 10 2/3 Kreuzer
2. Klasse: 7 Kreuzer
3. Klasse: 5 1/2 Kreuzer
Die Fahrtkosten auf der Strecke nach Gmunden lagen aufgrund des geringeren Aufwandes (Vorspann) und der höheren Auslastung ca. 30 Prozent darunter.
Setzt man diese Preise mit den oben zitierten Löhnen und Gehältern in Verbindung, so wird rasch klar, dass Bahnfahren eine nicht gerade billige Angelegenheit war, zumal es ja auch noch keine Sozialtarife gab. So begnügte sich der einfache Bürger meist mit Kurzstrecken. Der typische Bahnreisende auf der Langstrecke war der Beamte oder Offizier, der Geschäftsmann, der begüterte Bildungsbürger und der besser situierte Landwirt bzw. Gewerbetreibende.

## Zeitvergleich
Die Pferdebahn zwischen Moldau und Donau im kaiserlichen Österreich entstand nahezu gleichzeitig mit einer Kette dreier Eisenbahnstrecken zwischen Rhone und Loire in Frankreich, Saint-Étienne–Andrézieux (gebaut ab 1824, fertig 1. Mai und eröffnet 30. Juni 1827), Saint-Étienne–Lyon (Baubeginn 1827, Teilstrecke betrieben ab 28. Juni 1830, Gesamtstrecke 1. Oktober 1832) und Roanne–Andrézieux (Teileröffnung 1. August 1832, vollständig 15. November 1833). Auf Teilen dieser Streckenkette wurden aber seit 1831 regelmäßig Lokomotiven eingesetzt, auf der Gesamtstrecke seit 1844.

## Spuren und Erinnerungsstätten

### Museen
An permanenten Gedenkstätten sind zu erwähnen:
- Pferdeeisenbahnmuseum Budweis: Ausstellung im alten Bahnwärterhäuschen
- Bujanov (Angern): Kleinmuseum in einem Bahnwärterhäuschen[27]
- Kerschbaum: Museum in den ehemaligen Stallungen des Stationsplatzes, 500 m nachgebaute Pferdeeisenbahnstrecke[28]
- Maxlhaid (Wels): Pferdeeisenbahnmuseum Bahnzeit-Stall (in einem Annex des Gasthofes Maxlhaid)[29]
- Im Technischen Museum Wien kann der Personenwagen Hannibal im Original bewundert werden.
- Im Deutschen Museum in München widmet das neue Verkehrszentrum der Linz-Budweiser Pferdeeisenbahn eine Koje mit originalgetreu nachgebauten Personenwagen, reproduzierten Bildern und Zeichnungen.[30]

Außerdem gibt es in Lest einen gut erhaltenen Stationsplatz.

### Denkmäler
1970 wurden die noch vorhandenen Reste der Pferdebahn in Österreich als Kulturdenkmäler deklariert und unter Denkmalschutz gestellt.
Man findet dabei neben Dämmen, Einschnitten, Brücken, bzw. Brückenfundamenten und Durchlässen mehrere Wachthäuser und auch Stationsplätze. Von den Stationsplätzen sind Lest (bei Kefermarkt) und Kerschbaum gut erhalten und sehenswert. In Kerschbaum ist im restaurierten Stationsplatzgebäude ein Museum untergebracht. Erhaltene Streckenwärterhäuser, die unter Denkmalschutz stehen gibt es beispielsweise in Leopoldschlag, Neumarkt im Mühlkreis oder Rainbach im Mühlkreis.

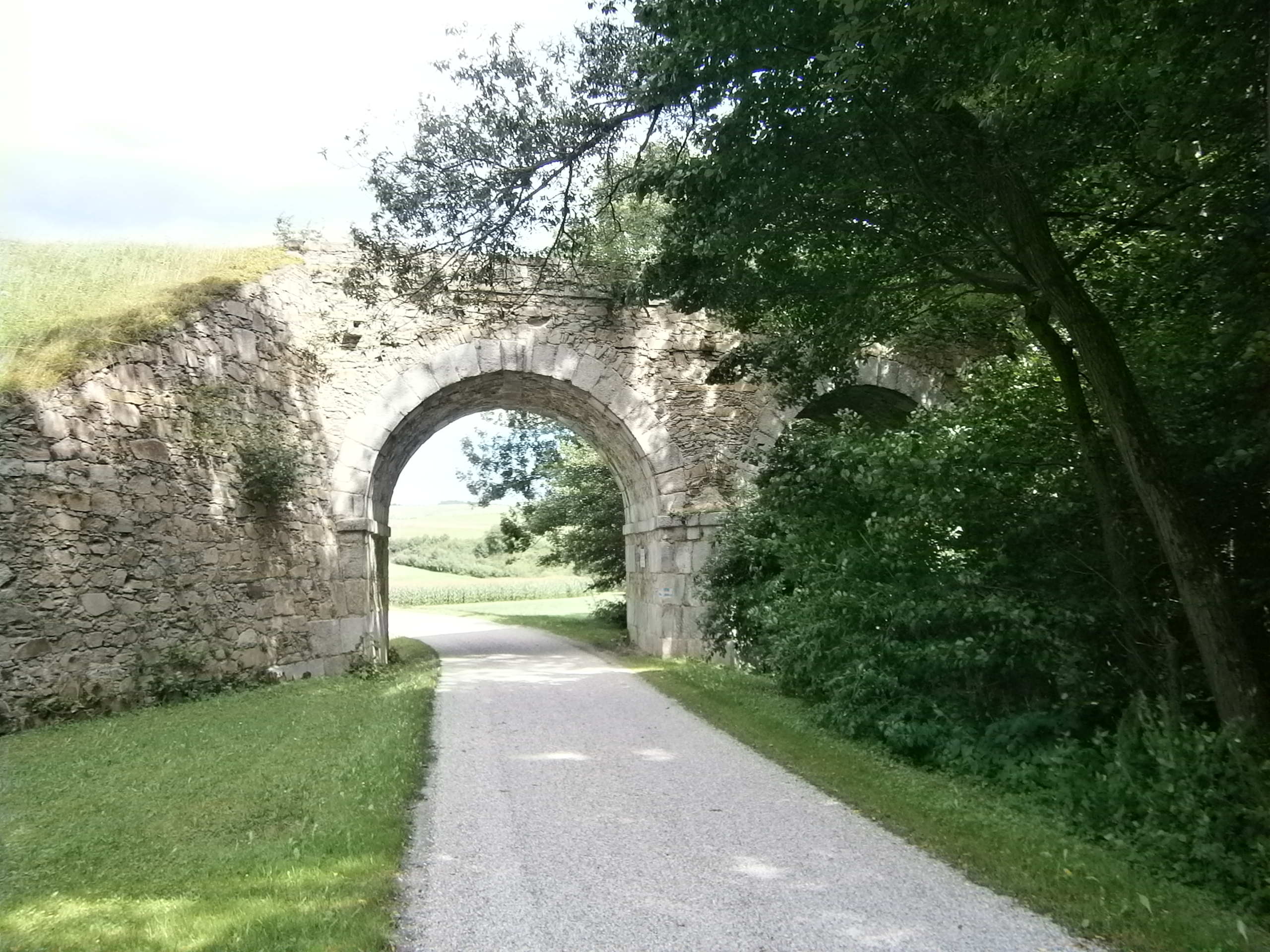
Kronbach-Viadukt in Waldburg (DSG, im Gemeindewappen)
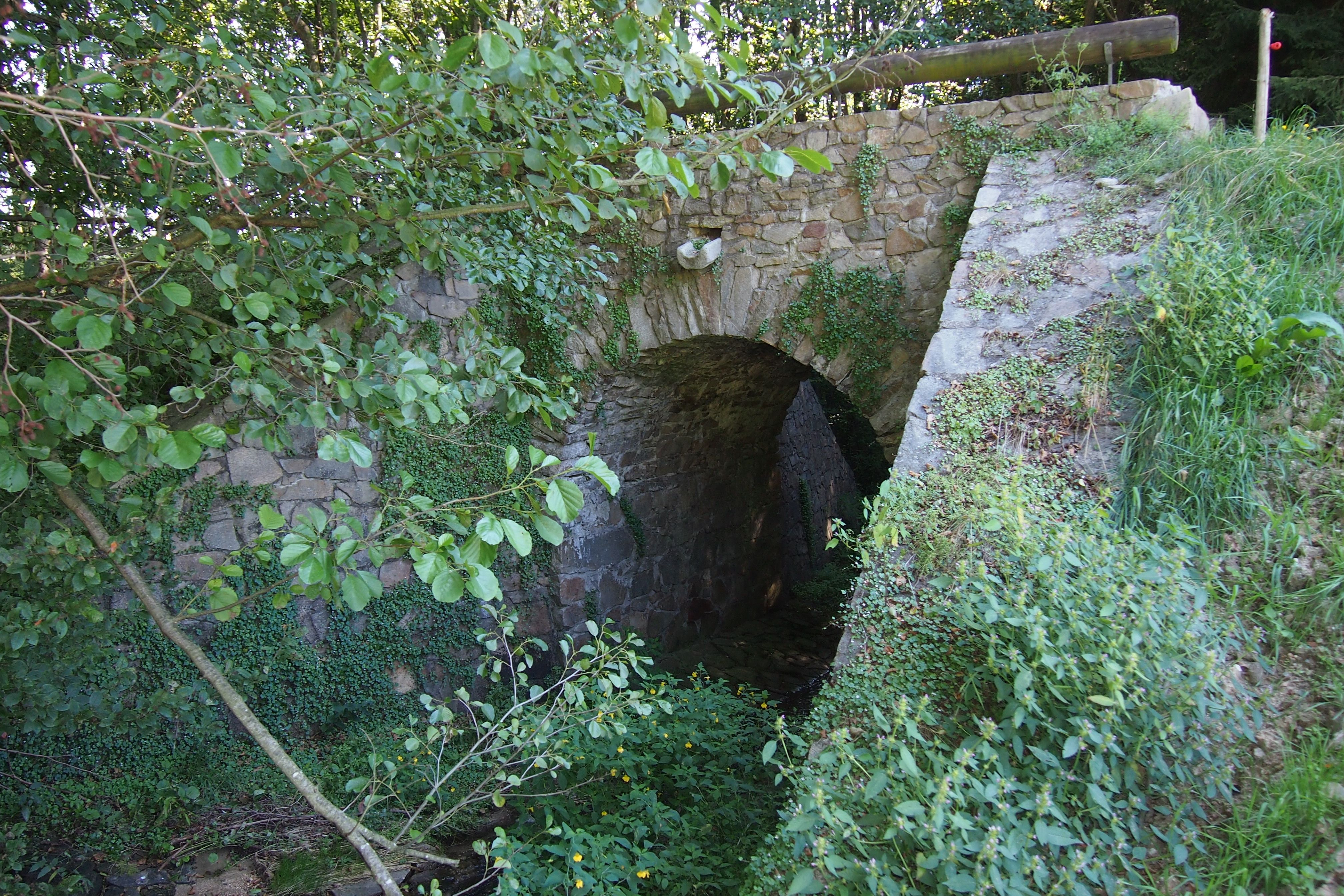
Troelsbergbrücke bei Freistadt
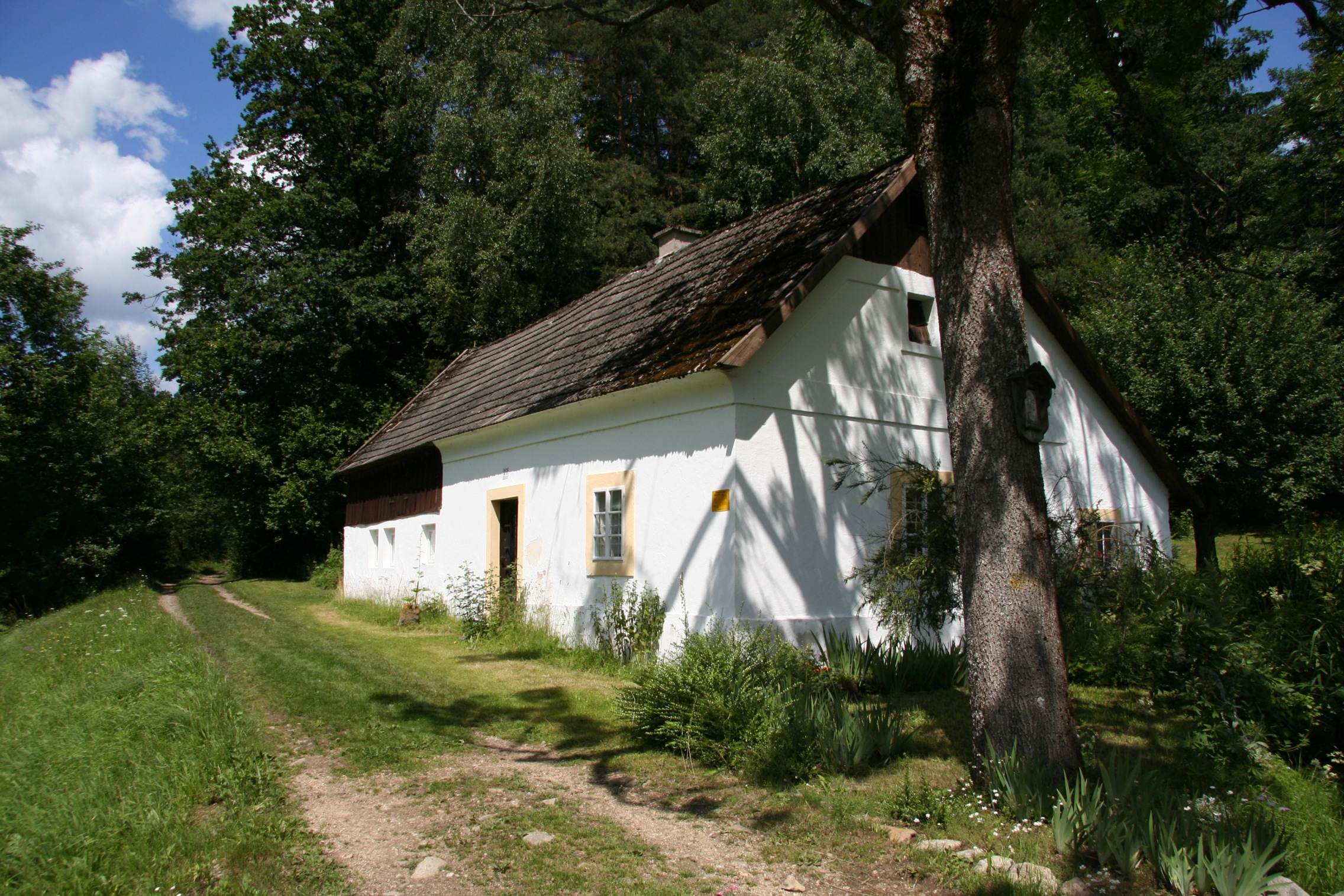
Wächterhaus 39 in Neumarkt im Mühlkreis

In Linz ist das Gebäude des Südbahnhofs erhalten geblieben. Das Haus Gstöttnerhofstraße 3 war ein ehemaliges Wächterhaus. Von einer „Erinnerungsstätte“ und „ehemaligem Wachthaus“ sind heute keine Spur mehr zu finden. Das Bundesdenkmalamt hat mitgeteilt, dass das Wachthaus Nr. 51 in der Gstöttnerhofstraße bereits in den 1970er Jahren demoliert wurde. Am Beginn der Pferdebahnpromenade befindet sich auch das früher vor dem Linzer Hauptbahnhof aufgestellte Pferdebahndenkmal, hier wurde auch ein Gleisstück rekonstruiert. Im Linzer Haselgraben sind bei Marienberg Reste des östlichen Widerlagers des Haselgrabenviadukts erhalten geblieben. Eine Gedenktafel am Straßenrand erinnert daran.

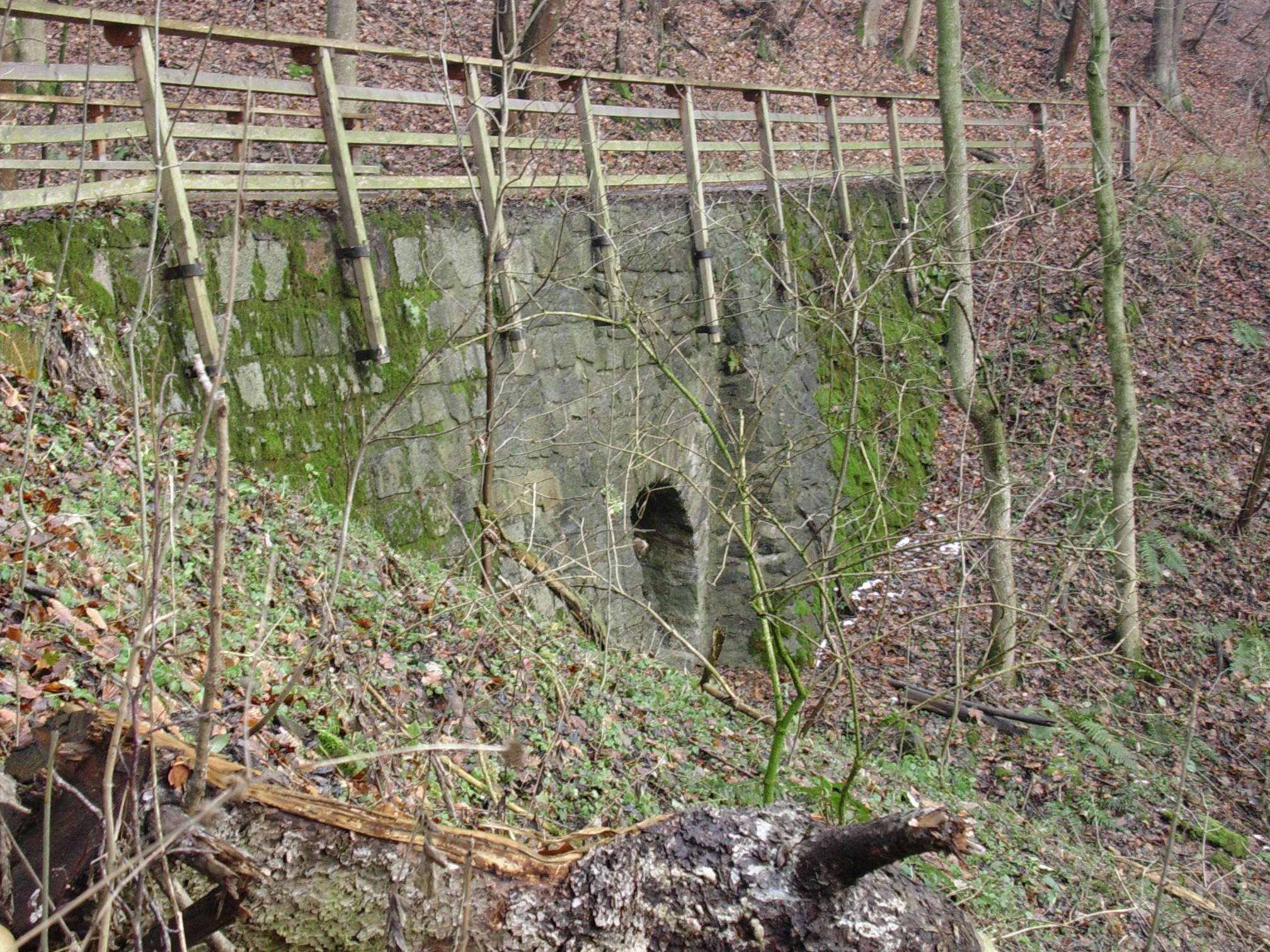
Viadukt, Linz – Magdalena, Pferdebahnpromenade
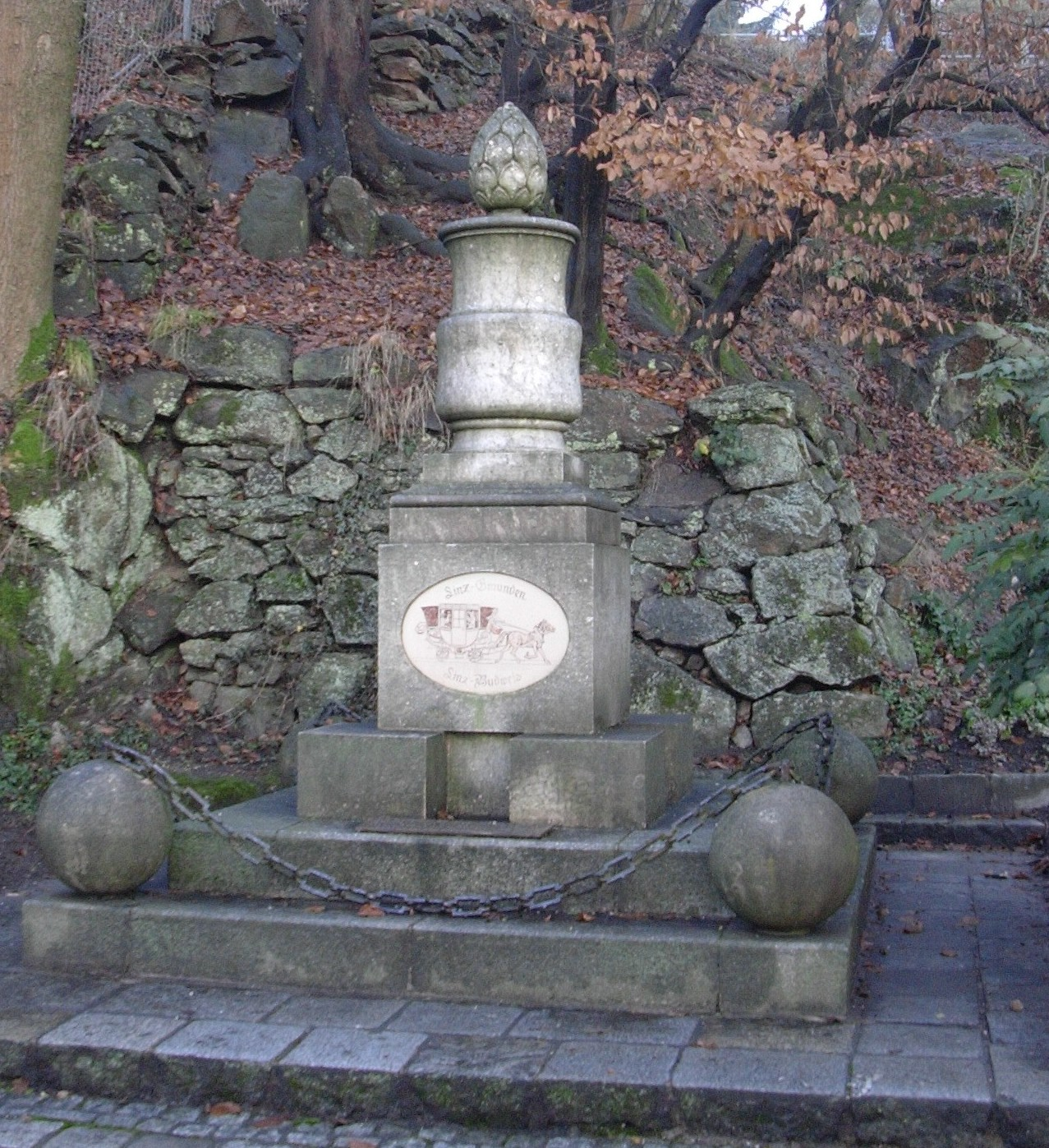
Denkmal, Linz – Magdalena, Pferdebahnpromenade
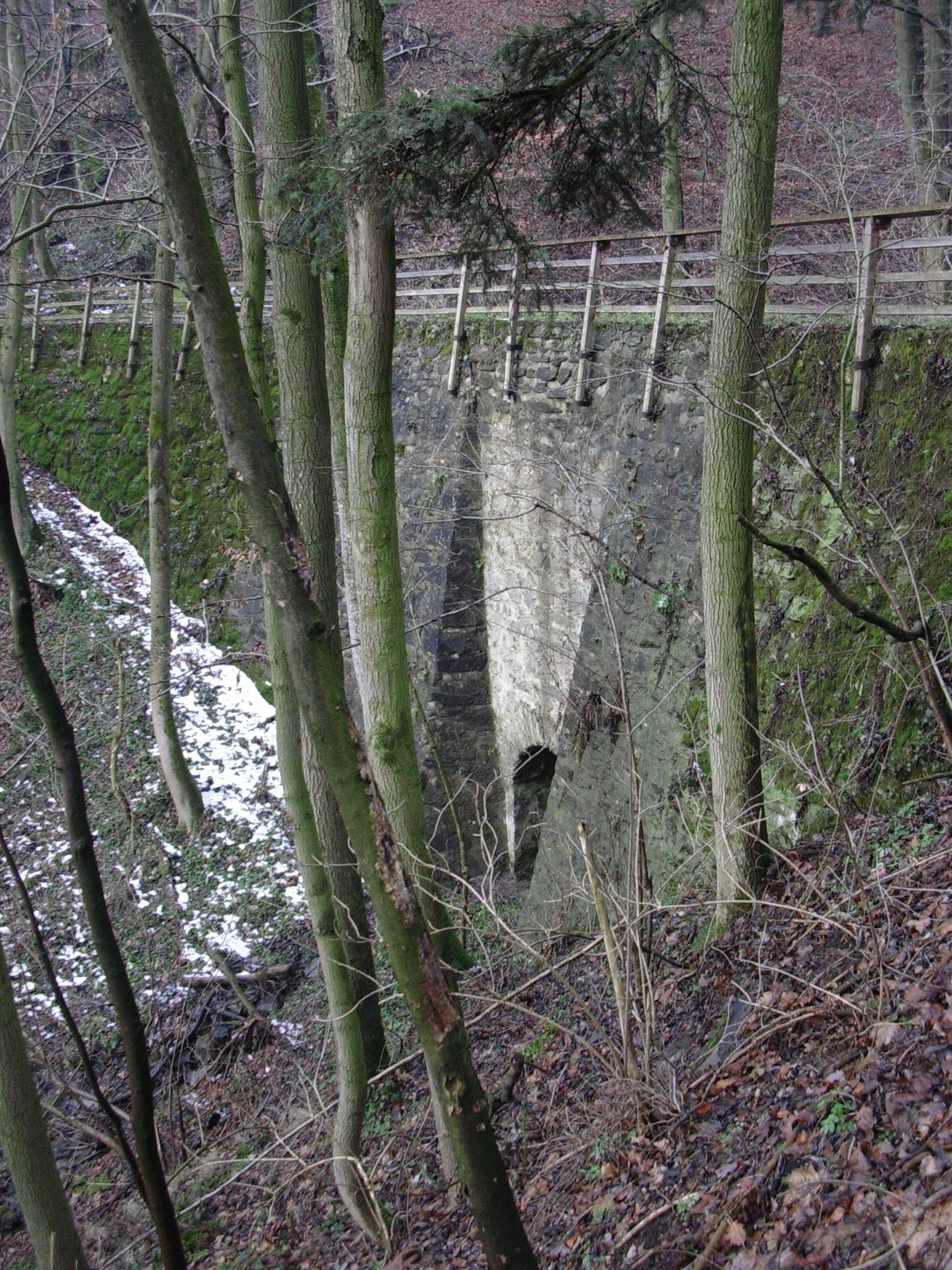
Viadukt, Linz – Magdalena, Pferdebahnpromenade
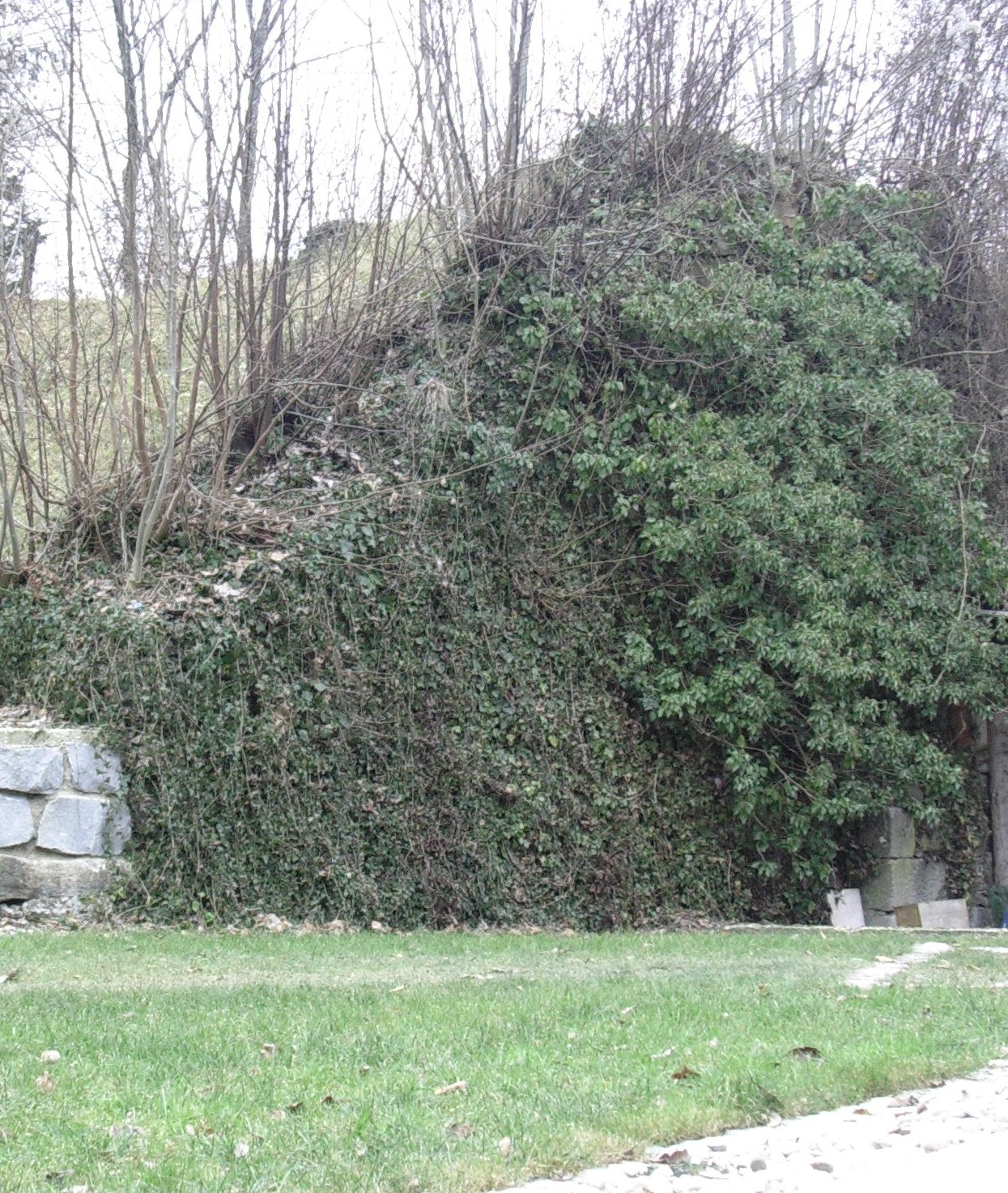
Reste des östlichen Widerlagers des Haselgrabenviadukts in Linz – Marienberg, Haselgraben

Im Zentralraum zwischen Linz und Wels findet man außer einigen Gebäuden (Wagram, Maxlhaid) kaum Spuren. Zwischen Wels und Lambach ist die Trasse teilweise erkennbar. In Stadl-Paura ist das Stationsgebäude Lambach erhalten geblieben. Ab Stadl-Paura benutzt die Normalspurbahn über Laakirchen die Trasse der einstigen Pferdeeisenbahn. In diesem Abschnitt sticht vor allem das Bahnhofsgebäude von Englhof hervor, es gilt als das älteste noch in Betrieb befindliche Bahnhofsgebäude Europas.

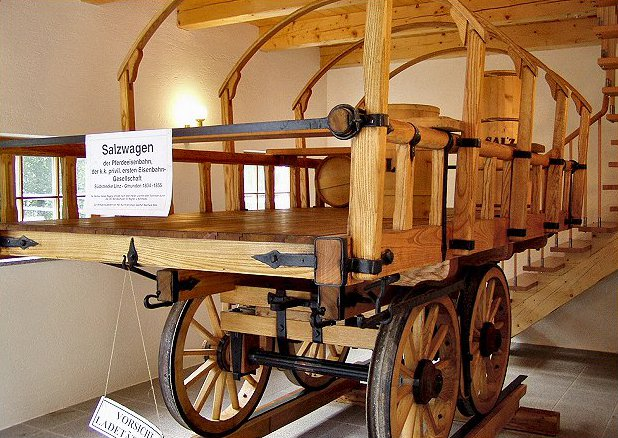
Maxlhaid (Wels) – Salzwagen aus dem Pferdeeisenbahnmuseum Bahnzeit-Stall (originalgetreuer Nachbau)
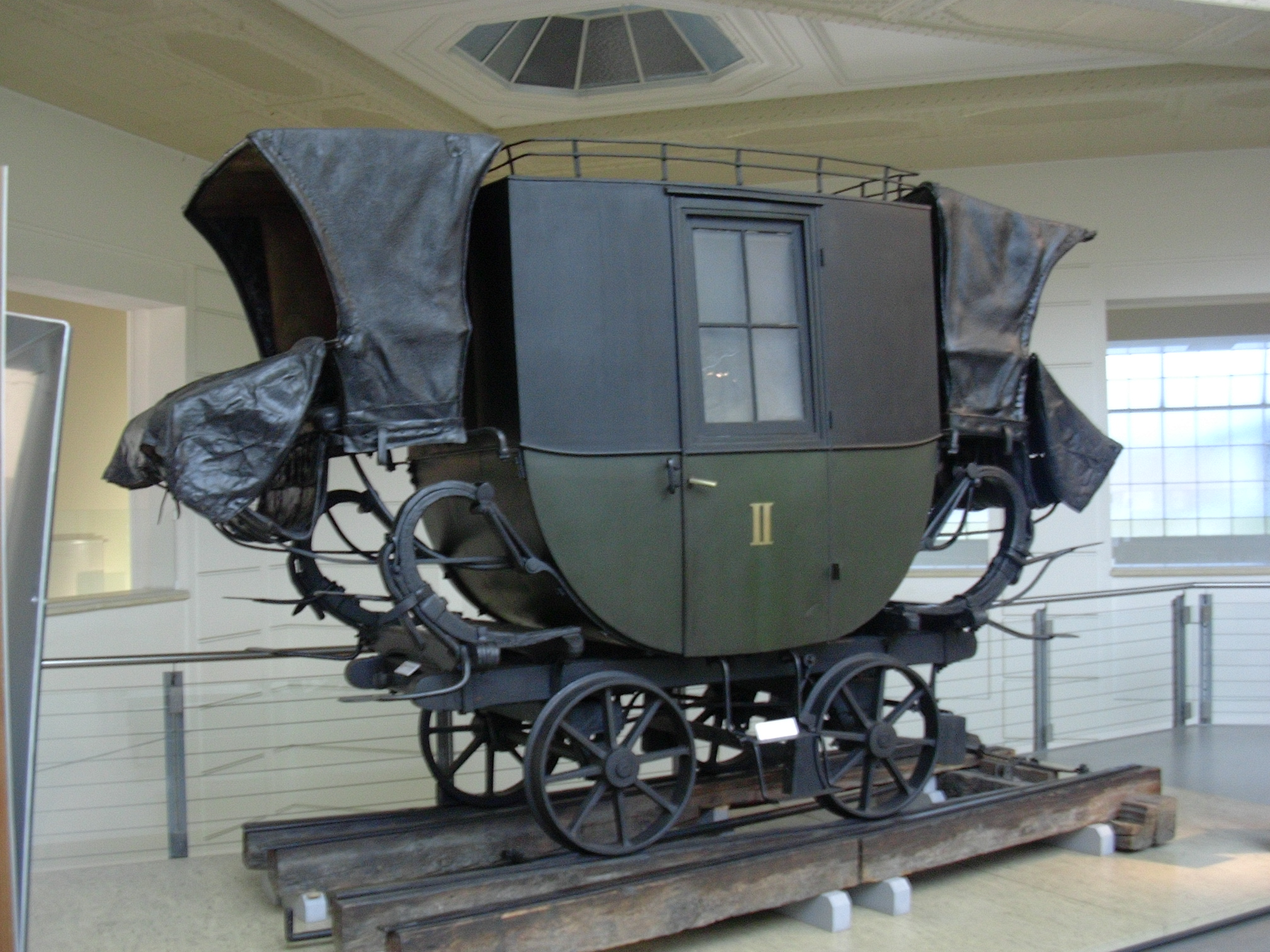
Personenwagen 1. Klasse „Hannibal“, Technisches Museum Wien (Original)

### Pferdeeisenbahn-Wanderweg

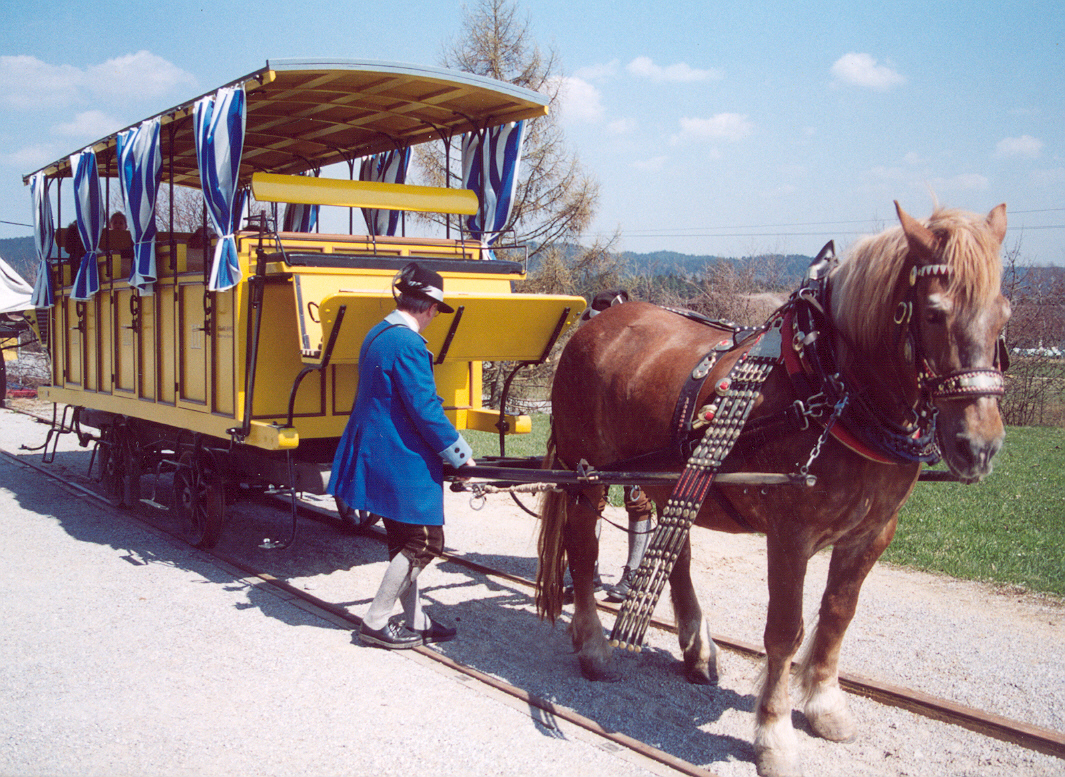
Museumsbahn in Kerschbaum

1982 wurde ein Pferdeeisenbahn-Wanderweg (Kennzeichnung PE) von Unterweitersdorf bis zur österreichisch-tschechischen Staatsgrenze westlich von Leopoldschlag eröffnet, der 1999 über die Staatsgrenze hinweg bis zum ehemaligen Stationsplatz in Bujanov (Angern) verlängert wurde. Am 26. September 2000 wurde auch noch das Wegstück von Unterweitersdorf bis St. Magdalena (Linz) freigegeben. Es ist nun möglich, von Linz bis Bujanov (Angern) auf einem markierten Weg zu wandern, der weitgehend auf der ehemaligen Trasse der Pferdeeisenbahn verläuft. Vom Museum aus sind Fahrten mit historischen Waggons auf einer kurzen restaurierten Strecke möglich. Die Stadt Freistadt bietet erschöpfende Auskünfte über Wegführung und Relikte an der Trasse von Linz-Urfahr bis zur Staatsgrenze an.
Bei St. Magdalena in Linz wurde an der Pferdebahnpromenade ein Gleisstück rekonstruiert und der Weg führt über einige gut erhaltene Viadukte.

### Sonstiges
Im Stadtgebiet von Linz erinnern der Gasthof Stadt Budweis, die Gerstnerstraße, die Eisenbahngasse und der in der Nähe befindliche Südbahnhofmarkt an den Verlauf bzw. die Existenz der Bahn.
Ebenfalls in Linz befindet sich das „Scharlinzer Gleis“, ein Überrest der Strecke Linz Südbahnhof – Gleisdreieck (= von dort aus in Richtung Zizlau und Gmunden). Ab 1881 wurde es zum Teil von der Kremstalbahn benutzt, welche sodann bis Wegscheid der Salzburgerstraße folgte. Die Pferdeeisenbahn jedoch war bereits weiter nördlich nach Westen abgebogen. Im Zuge der Herstellung der Pyhrnbahn wurde die alte Ausfahrt der Kremstalbahn aufgelassen und durch die bis heute existente, via Untergaumberg führende ersetzt. Das alte Gleis wurde in der Folge als Schleppbahn genutzt und im Zuge des 1912 eingeleiteten, großen Linzer Bahnhofumbaues im oberen Teil nach Osten verschwenkt, um einen Kontakt zu den neuen Güterbahnhofsanlagen herzustellen. Das Scharlinzer Gleis diente über die Jahrzehnte verschiedenen Zwecken: Es stellte eine Schienenverbindung zur Lokomotivfabrik Krauss & Comp. Linz (geschlossen 1930) her, an der Strecke befanden sich auch Heizhäuser der Staatsbahn. Auch militärisch war sie von Bedeutung (Panzertransporte). Über eine Zweigbahn war etwa auch die Linzer Brauerei angebunden. Ganz im Süden befand sich zuletzt ein Schrotthändler. Bedingt durch ab 2007 durchgeführte ÖBB-Grundverkäufe reicht das Scharlinzer Gleis heute nur noch bis zur Poschacherstraße, sein Südabschnitt ist mittlerweile verbaut.
In Budweis erinnert die Straße F. A. Gerstnera an den Erbauer der Pferdeeisenbahn.
Im Jahr 2012 legte die österreichische Post unter dem Titel 175 Jahre Eisenbahn für Österreich zur Erinnerung an das Errichtungsjahr 1827 mehrere Sonderbriefmarken auf. Der Wert von 0,62 Cent zeigt die behandelte Pferdebahn.